# تسلسل زمني لتاريخ المثليين في القرن 21
تسرد هذه المقالة التسلسل الزمني لتاريخ المثليين والمثليات ومزدوجي التوجه الجنسي والمتحولين جنسياً (اختصارا: LGBT) في القرن 21.

## عقد 2000
| المثلية الجنسية مجرَّمة عقوبة صغيرة عقوبة كبيرة السجن المؤبد عقوبة الإعدام | المثلية الجنسية قانونية الزواج المثلي مسموح الارتباط المثلي مسموح الزواج المثلي الأجنبي يُعترف به الزواج المثلي غير مسموح |

- 2001
- قوانين زواج المثليين :
  - دخلت حيز التنفيذ : هولندا (مع التبني المشترك)
- قوانين الاتحاد المدني/الشراكة المسجلة :

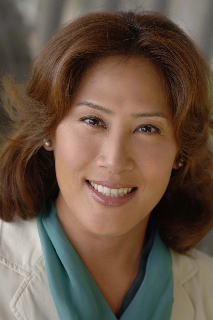
في عام 2006 أصبحت كيم كوكو إيواموتو أول مسؤول أو مسؤولة متحولة الجنس يفوز بمنصب عام على مستوى الولاية في هاواي.

  - تم التصويت عليها ودخلت حيز التنفيذ: ألمانيا، (دون تبني أحد الشريكين للطفل البيولوجي للشريك الآخر حتى أكتوبر 2004، دون التبني المشترك حتى 2017)،
  - تم التصويت عليها: فنلندا، (دون تبني أحد الشريكين للطفل البيولوجي للشريك الآخر حتى أكتوبر 2009، دون التبني المشترك حتى 2017).
- قوانين الشراكات المحدودة
  - تم التصويت عليها ودخلت حيز التنفيذ: البرتغال (دون التبني، تم تعويضها بزواج المثليي في عام 2010)
  - دخلت حيز التنفيذ كانتون جينيف في سويسرا (دون التبني المشترك).
  -  تقنين وتشريع (إلغاء تجريم) المثلية الجنسية : بقية أقاليم ما وراء البحار البريطانية.
  - المساواة في سن الرضا بين العلاقات الجنسية المثلية والعلاقات الجنسية المغايرة: المملكة المتحدة، ألبانيا، إستونيا، ليختنشتاين
- إلغاء قوانين اللواط : ولاية أريزونا الأمريكية
- سن قوانين مناهضة التمييز ضد المثليين : ولايات رود آيلاند (في القطاع الخاص، على أساس الهوية الجندرية)، وماريلاند (في القطاع الخاص، على أساس التوجه الجنسي) الأمريكية.
- لم تعد تصنف المثلية الجنسية على أنها مرض من قبل : الصين
- مسيرات ومواكب فخر المثليين : محتجون يعطلون مسيرة فخر المثليين الأولى في صربيا مدينة بلغراد.
- تم تكريس النصب التذكاري الأول في الولايات المتحدة لتكريم المحاربين القدامى من مجتمع المثليين في «منتزه ديزرت ميموريال»، في كاثيدرال سيتي، في ولاية كاليفورنيا.[1]
- أصبحت الهولنديتان «هيلين فاسين وآن-ماري ذاس»، أول امرأتين تتزوجان بشكل قانوني.[2]
- 2002
- قوانين الاتحاد المدني/الشراكة المسجلة :
  - تم التصويت عليها ودخلت حيز التنفيذ: مقاطعة كيبيك الكندية، (مع التبني المشترك)،
  - دخلت حيز التنفيذ: فنلندا، (دون تبني أحد الشريكين للطفل البيولوجي للشريك الآخر حتى أكتوبر 2009، دون التبني المشترك حتى 2017).
  - تم تمريرها : مدينة بوينس آيرس في الأرجنتين.
- قوانين الشراكات المحدودة
  - تم التصويت عليها: كانتون زيورخ في سويسرا (دون التبني المشترك).
- قوانين تبني الأطفال من قبل الأزواج المثلية : جنوب أفريقيا (مع التبني المشترك وتبني أحد الشريكين للطفل البيولوجي للشريك الآخر) والسويد (مع التبني المشترك وتبني أحد الشريكين للطفل البيولوجي للشريك الآخر).
- المساواة في سن الرضا بين العلاقات الجنسية المثلية والعلاقات الجنسية المغايرة: النمسا، بلغاريا، قبرصا، المجر، مولدوفا، رومانيا، أستراليا الغربية
- إلغاء قوانين اللواط : رومانيا، كوستاريكا، وولايات أركنساس، وحقوق المثليين في ماساتشوستس ماساتشوستس الأمريكية.
- سن قوانين مناهضة التمييز ضد المثليين : ولايات ألاسكا (في القطاع العام، على أساس التوجه الجنسي)، ونيويورك (في القطاع الخاص، على أساس التوجه الجنسي) الأمريكية.
- تم تحديث تشريعات حقوق الإنسان في الأقاليم الشمالية الغربية في كندا لتشمل التوجه الجنسي رسميا، كما أنها أول ولاية قضائية (إقليم أو مقاطعة) في كندا تحظر التمييز على أساس الهوية الجندرية؛ كل الولايات القضائية في كندا ستقوم بذلك بحلول عام 2017.
- أمور أخرى : تم اغتيال السياسي الهولندي مثلي الجنس بشكل علني بيم فورتاين على يد فولكيرت فان دير غراف. (لاعلاقة للاغتيال بتوجه بيم فورتاين الجنسي أو كونه مثلي الجنس).
- أنشأت جمعية أولياء أمور وأفراد عائلات وأصدقاء المثليات والمثليين جنسيا

«شبكة المتحولين الجنسيين»، كأول قسم «تابع خاص» الرسمي، معترف بها مع نفس الامتيازات والمسؤوليات كالأقسام العادية للجمعية.
- نظمت الحاخامة الإصلاحية مارغريت وينيغ في كلية الاتحاد العبري-المعهد اليهودي للأديان في نيويورك، «أول ندوة على مستوى المدرسة في أي مدرسة حاخامية تتناول القضايا النفسية والقانونية والدينية التي تؤثر على الأشخاص ثنائي الجنس أو المتحولين جنسيا».[4]
- 2003
- قوانين زواج المثليين :
  - تم التصويت عليها ودخلت حيز التنفيذ : بلجيكا (بدون التبني المشترك حتى أبريل 2006) والأقاليم الكندية أونتاريو، وكولومبيا البريطانية
- قوانين الاتحاد المدني/الشراكة المسجلة :
- دخلت حيز التنفيذ : مدينة بوينس آيرس في الأرجنتين، (دون تبني دون التبني المشترك).
  - تم التصويت عليها : ولاية تاسمينيا، (مع تبني أحد الشريكين للطفل البيولوجي للشريك الآخر).
- قوانين الشراكات المحدودة
  - دخلت حيز التنفيذ: النمسا (دون التبني المشترك، تم تعويضها بالشراكة المسجلة في عام 2010). وكرواتيا (دون التسجيل ودون التبني).
- المساواة في سن الرضا بين العلاقات الجنسية المثلية والعلاقات الجنسية المغايرة: ولاية نيوساوث ويلز، والإقليم الشمالي في أستراليا.
- تقنين وتشريع (إلغاء تجريم) المثلية الجنسية : أرمينيا، العراق، الولايات المتحدة (على مستوى وطني فدرالي)
- إلغاء مفهوم اللواط من القانون : المملكة المتحدة
- إلغاء قوانين اللواط : أرمينيا.
- سن قوانين مناهضة التمييز ضد المثليين : بلغاريا (القطاع العام والخاص، على أساس التوجه الجنسي)، والمملكة المتحدة (ماعدا المؤسسات الدينية، على أساس التوجه الجنسي)، وولايات أريزونا (في القطاع العام، على أساس التوجه الجنسي)، وكنتاكي (في القطاع الخاص، على أساس التوجه الجنسي والهوية الجندرية)، ميشيغان (الفرع التنفيذي من حكومة الولاية)، نيومكسيكو (القطاع الخاص، على أساس التوجه الجنسي والميول الجندرية)، بنسيلفانيا (القطاع العام، على أساس الهوية الجندرية) الأمريكية.
- إلغاء حظر الأشخاص المثليين في الجيش : روسيا
- إلغاء قانون التمييز ضد المثليين : إلغاء إنجلترا وويلز وأيرلندا الشمالية (للقسم28).
- أصبح جين روبنسون أول أسقف مثلي الجنس بشكل علني في الكنيسة الأسقفية الأمريكية.
- أصبح روبين زيلمان أول شخص متحول جنسيا يتم قبوله في كلية الاتحاد العبري-المعهد اليهودي للأديان، حيث تم تكريسه كحاخام في عام 2010.[5][6][7]
- في عام 2003، وافقت لجنة القانون والمعايير اليهودية على حكم رباني حاخامي خلص إلى أن عملية إعادة تحديد الجنس جائز كعلاج لاضطراب الهوية الجنسية، وأن تغيير جنس الشخص المتحول جنسيا بموجب القانون اليهودي من قبل عملية إعادة تحديد الجنس.[8]
- الاعتراف القانوني بنوع الجنس غير المحدد : أصبح أليكس ماكفارلين أول شخص يحصل على شهادة ميلاد وجواز سفر، في أستراليا، يُظهر جنسًا غير محدد (لا ذكر ولا أنثى).
- نظمت الحاخامة الإصلاحية مارغريت وينيغ في «الكلية الحاخامية الإصلاحية» «أول ندوة على مستوى المدرسة في أي مدرسة حاخامية تتناول القضايا النفسية والقانونية والدينية التي تؤثر على الأشخاص ثنائي الجنس أو المتحولين جنسيا»
- أصبحت السيرة الذاتية لجينيفر فينلي بويلان، بعنوان «هي ليست هناك: حياة في جنسين»، أول كتاب يحقق كونه من أكثر الكتب مبيعا لشخص أمريكي متحول جنسيا.[9]
- أصبح أندرو غولدستين، أول رياضي أمريكي في رياضة جماعية للرجال يعلن عن كونه مثلي الجنس خلال مسيرته الرياضية.[10][11][12]
- 2004
- قوانين زواج المثليين :
  - تم التصويت عليها ودخلت حيز التنفيذ : الأقاليم الكندية مانيتوبا (مع التبني)، وكيبيك،

(مع التبني)، ونوفا سكوشا، ونيوفندلاند ولابرادور، وإقليم يوكون الكندي، وولاية ماساتشوستس.
- قوانين الاتحاد المدني/الشراكة المسجلة :
  - تم التصويت عليها ودخلت حيز التنفيذ: لوكسمبورغ، وولاية ريو غراندي دو سول البرازيلية، وولاية مين الأمريكية.
  - دخلت حيز التنفيذ : ولاية تاسمينيا، (مع تبني أحد الشريكين للطفل البيولوجي للشريك الآخر).
  - تم التصويت عليها : نيوزيلندا (دون التبني المشترك)
- قوانين الشراكات المحدودة
  - تم التصويت عليها ودخلت حيز التنفيذ: نيوجيرزي
- قوانين تبني الأطفال من قبل الأزواج المثلية ألمانيا (تبني أحد الشريكين للطفل البيولوجي للشريك الآخر)
- حظر زواج المثليين أستراليا، وولايات ميسيسيبي وميزوري ومونتانا وأوريغون ويوتا الأمريكية
- حظر زواج المثليين والاتحادات المدنية : ولايات أركنساس ومونتانا وجورجيا وكنتاكي ولويزيانا وميشيغان وداكوتا الشمالية وأوهايووأوكلاهوماوفرجينياوويسكونسن الأمريكية.
- تقنين وتشريع (إلغاء تجريم) المثلية الجنسية : الرأس الأخضر، سان مارينو
- المساواة في سن الرضا بين العلاقات الجنسية المثلية والعلاقات الجنسية المغايرة: ليتوانيا،
- سن قوانين مناهضة التمييز ضد المثليين : البرتغال، وولايات إنديانا (في القطاع العام، على أساس الهوية الجندرية)، ولويزيانا (في القطاع الخاص، على أساس التوجه الجنسي)، مين.
- تم عقد أول أداء جماعي من «مونولوج المهبل» من قبل متحولين جنسيا. تمت قراءة المونولوجات من قبل ثمانية عشر من النساء المتحوّلات جنسياً المعروفات، وتم إدراج مونولوج جديد يدور حول تجارب ونضالات المتحولين جنسيا.[13]
- أصبحت ديل مارتن وفيليس ليون أول زوجتين من نفس الجنس يتزوجان قانونيًا في الولايات المتحدة،[14] عندما سمح عمدة سان فرانسيسكو «غافين نيوسوم» لبلدية المدينة بمنح تراخيص الزواج للأزواج من نفس الجنس.[15] ولكن، تم إبطال جميع حالات الزواج المثلية في عام 2004 في كاليفورنيا.[16] بعد قرار المحكمة العليا في كاليفورنيا في عام 2008 الذي منح الزوجين من نفس الجنس في كاليفورنيا حق الزواج، تزوجت دل مارتن وفيلس ليون مرة أخرى، وكانا مرة أخرى أول زوجتين من نفس الجنس في الولاية يتزوجان.[17][18] في وقت لاحق في عام 2008، قام اقتراح 8 بحظر زواج المثليين في كاليفورنيا،[19] لكن حالات الزواج التي وقعت بين قرار المحكمة العليا في ولاية كاليفورنيا تقنين زواج المثليين والموافقة على اقتراح 8 لا تزال تعتبر صالحة وقانونية، بما في ذلك زواج ديل مارتن وفيليس ليون.[20] ولكن، توفيت ديل مارتن في عام 2008.[21]
- أعلن جيمس ماكغريفي، حاكم نيوجيرسي حينها، عن كونه مثلي الجنس، ليصبح بذلك أول حاكم ولاية مثلي الجنس في تاريخ الولايات المتحدة.[22] استقال بعد فترة وجيزة.
- أصبح بيسي أليني أول نيجيري يعلن عن مثليته الجنسية على شاشة التلفزيون[23]
- تم نشر «لونا»، بقلم جولي آن بيترز، وكانت أول رواية للشباب البالغين تحتوي على شخصية متحولة جنسياً يتم إصدارها من قبل ناشر رئيسي.[24]
- 2005
- قوانين زواج المثليين :
  - تم التصويت عليها ودخلت حيز التنفيذ : كندا (على مستوى وطني فدرالي)، وإسبانيا (مع التبني المشترك)
- قوانين الاتحاد المدني/الشراكة المسجلة :
  - تم التصويت عليها ودخلت حيز التنفيذ: المملكة المتحدة (دون التبني المشترك حتى ديسمبر 2005 في إنجلترا وويلز وحتى سبتمبر 2009 في اسكتلندا وعام 2013 في أيرلندا الشمالية)، [25] وولاية كونيتيكت.
  - دخلت حيز التنفيذ: نيوزيلندا (دون التبني المشترك)، وولاية كاليفورنيا الأمريكية.
  - تم التصويت عليها: سويسرا، والاعتراف القانوني بالاتحادات المثلية في سلوفينيا.
- قوانين الشراكات المحدودة
  - تم التصويت عليها ودخلت حيز التنفيذ : أندورا
- قوانين تبني الأطفال من قبل الأزواج المثلية : إنجلترا وويلز.
- حظر زواج المثليين لاتفيا، أوغندا، هندوراس.
- حظر زواج المثليين والاتحادات المدنية : ولايات كنساس وزواج المثليين في تكساس الأمريكية.
- إلغاء قوانين اللواط : بورتوريكو.
- سن قوانين مناهضة التمييز ضد المثليين : ولايات إلينوي (في القطاع العام، على أساس الهوية الجندرية)، ومين (في القطاع الخاص، على أساس التوجه الجنسي) الأمريكية.
- تم إعدام اثنين من المراهقين الذكور مثليي الجنس هما محمود أصغري وعياض مرهوني في إيران.
- تم اختيار أندريه بواكلار زعيماً لـ""الحزب الكيبيكي"، ليصبح أول شخص مثلي الجنس بشكل صريح يُنتخب كزعيم لحزب سياسي كبير في أمريكا الشمالية.
- تصدر الكنيسة الكاثوليكية الرومانية تعليمات تحظر على أي شخص "لديه ميول مثلية عميقة أو يدعم ما يسمى بـ"ثقافة المثليين" من الانضمام إلى الكهنوت.[26]
- أصبحت ذا سيمبسونز أول مسلسل كرتوني يخصص حلقة كاملة لموضوع زواج المثليين.[27]
- تم عقد الاجتماع الأول لمجلس الأوروبي للمتحولين جنسيا في فيينا.[28][29]
- 2006

- قوانين زواج المثليين :
  - تم التصويت عليها ودخلت حيز التنفيذ : جنوب أفريقيا (مع التبني المشترك).
- الاعتراف بزواج المثليين الذي تم عقده في الخارج : إسرائيل
- قوانين الاتحاد المدني/الشراكة المسجلة :
  - تم التصويت عليها ودخلت حيز التنفيذ : التشيك (دون التبني المشترك)
  - دخلت حيز التنفيذ : سلوفينيا
  - تم التصويت عليها : عاصمة المكسيك مدينة مكسيكو، وولاية نيوجرزي الأمريكية.
- حظر زواج المثليين ولاية تينيسي الأمريكية.
- حظر زواج المثليين والاتحادات المدنية : ولايات ألاباما، أيداهو، جنوب كارولينا جنوب داكوتا، فرجينيا، ويسكونسن الأمريكية.
- قوانين تبني الأطفال من قبل الأزواج المثلية : بلجيكا (مع التبني المشترك وتبني أحد الشريكين للطفل البيولوجي للشريك الآخر).
- المساواة في سن الرضا بين العلاقات الجنسية المثلية والعلاقات الجنسية المغايرة: صربيا، هونغ كونغ، جزيرة مان.[30]
- سن قوانين مناهضة التمييز ضد المثليين :ألمانيا (على أساس التوجه الجنسي والهوية الجندرية)، جزر فارو،[31] نيوزيلندا (على أساس الهوية الجندرية)، ولايات إلينوي (على أساس التوجه الجنسي)، ونيوجرزي (في القطاع الخاص، على أساس الهوية الجندرية) واشنطن (على أساس التوجه الجنسي والهوية الجندرية) الأمريكية، وفي إقليم واشنطن العاصمة (في القطاع الخاص، على أساس الهوية الجندرية).
  - مسيرات ومواكب فخر المثليين : أول مسيرة فخر المثليين في موسكو تنتهي بالعنف، أول مسيرة فخر المثليين في زغرب، في كرواتيا.
- فشل مجلس الشيوخ الأمريكي في تمرير مشروع قانون تعديل الزواج الاتحادي.
- تم عقد المؤتمر الدولي لحقوق الإنسان لمجتمع المثليين في مونتريال في كندا.
- تم إلغاء القسم 28 في جزيرة مان.[32]
- أصبحت تشايا غوسفيلد ولوري كلاين (حاخامة)، أول حاخامات مثليات الجنس بشكل علني يتم تعيينهما من قبل حركة التجديد اليهودية بعد تكريسهما في الولايات المتحدة. كانت اليهودية المحافظة قد قررت السماح بتكريس الحاخامات المثليات.[33]
- أصبح إليوت كوكلا، الذي أعلن عن كونه متحول جنسي قبل ستة أشهر من تكريسه في عام 2006، أول شخص متحول جنسيا بشكل علني يتم تكريسه من قبل كلية الاتحاد العبري-المعهد اليهودي للأديان.[34]
- أصبحت النائبة باتريشيا تود وهي نائبة ديموقراطية من برمنغهام، أول مسؤول أو مسؤولة مثلي الجنس بشكل علني يفوز بمنصب عام في ولاية ألاباما عندما تم انتخابها في عام 2006.[35]
- أصبحت كيم كوكو إيواموتو أول مسؤول أو مسؤولة متحولة الجنس يفوز بمنصب عام على مستوى الولاية في هاواي.
- 2007
- قوانين الاتحاد المدني/الشراكة المسجلة :
  - تم التصويت عليها ودخلت حيز التنفيذ : ولاية كواويلا المكسيكية
  - دخلت حيز التنفيذ : سويسرا (دون التبني المشترك)، عاصمة المكسيك مدينة مكسيكو، وولاية نيوجرزي الأمريكية.
  - تم التصويت عليها : المجر (دون التبني)، الأوروغواي ولاية نيوهامبشير الأمريكية.
- قوانين الشراكات المحدودة
  - تم التصويت عليها ودخلت حيز التنفيذ : كولومبيا، وولاية واشنطن الأمريكية،
  -  دخلت حيز التنفيذ : ولاية جنوب أستراليا الأسترالية، وولاية أوريغون الأمريكية.
- تقنين وتشريع (إلغاء تجريم) المثلية الجنسية : نيبال، فانواتو، وتوابع نيوزيلندا ذوات الحكم الذاتي نييوي، توكيلاو.
- المساواة في سن الرضا بين العلاقات الجنسية المثلية والعلاقات الجنسية المغايرة: البرتغال، فانواتو، جنوب أفريقيا، تابعة التاج البريطاني جيرزي[36][37]
- سن قوانين مناهضة التمييز ضد المثليين : المملكة المتحدة[38] (على أساس التوجه الجنسي)، ولايات إلينوي (على أساس التوجه الجنسي)، وكولورادو (في القطاع الخاص، على أساس التوجه الجنسي والهوية الجندرية)، وآيوا (في القطاع الخاص، على أساس التوجه الجنسي والهوية الجندرية)، وآيوا (في القطاع العام، على أساس التوجه الجنسي والهوية الجندرية) الأمريكية، وميشيغان (في القطاع العام، على أساس الهوية الجندرية)، وفيرمونت (في القطاع الخاص، على أساس التوجه الجنسي والهوية الجندرية)، وأوريغون (في القطاع الخاص، على أساس الهوية الجندرية)،
- مسيرات ومواكب فخر المثليين : تم عقد أول مسيرة فخر المثليين في بلد مسلم على الإطلاق في إسطنبول، في تركيا.[39]
- استضافت قناة تلفزيون كبلي لوغو المنتدى الرئاسي الأول في الولايات المتحدة الذي يركز تحديدًا على قضايا المثليين. شارك ستة مرشحين من الحزب الديمقراطي في هذا الحدث. طُلب من المرشحين الجمهوريين الحضور ولكنهم رفضوا ذلك.
- لعبت كاندييس كاين دور كارميليتا راينر، وهي امرأة متحولة جنسيا لديها علاقة مع المدعي العام في نيويورك المتزوج باتريك دارلنج (الذي لعبه وليام بالدوين)، في برنامج «ديرتي سكسي ماني» على قناة أي بي سي.[40][41][42] جعل هذا الدور كاين أول ممثلة متحولة جنسياً تلعب دور شخصية متحولة الجنس في التلفزيون الأمريكي.
- يوم 29 نوفمبر، أقيم أول حفل زواج للمثليين الأجانب في هانوي، فيتنام بين مواطن ياباني ومواطن أيرلندي. أثار حفل الزفاف الكثير من الاهتمام في مجتمع المثليين والمثليات في فيتنام.[43]
- يالدا ريبلينغ، وهي امرأة ألمانية ولدت في هولندا، أصبحت أول قائدة جوقة الترتيل يتم تكريسها بواسطة حركة التجديد اليهودية.[44]
- أصبحت الحاخامة توبا سبيتزر أول شخص مثلي أو مثلية الجنس بشكل علني يرأس جمعية حاخامية عندما تم انتخابها رئيسة للجمعية الحاخامية لإعادة الإعمار في المؤتمر السنوي للمجموعة، الذي عقد في سكوتسديل، في ولاية أريزونا.[45]
- أصبحت جوي لادن أول أستاذة متحولة جنسياً في مؤسسة أرثوذكسية (كلية شتيرن للنساء في جامعة يشيفا).[46][47]
- أصبحت «أمارانتا غوميز ريغالادو» أول متحولة جنسيا تقوم بالظهور في الكونغرس المكسيكي.
- أصبحت إلين دي جينيريس أول امرأة مثلية بشكل علني تستضيف جوائز الأوسكار.[48]
- تمت إعادة تسمية «فينتورا بليس» في «ستوديو سيتي» باسم الدكتور «بيتي بيرزون» على شرفها، مما يجعله أول شارع مخصص رسميًا لإمرأءة مثلية معروفة في كاليفورنيا.[49]
- 2008
- قوانين زواج المثليين :
  - تم التصويت عليها ودخلت حيز التنفيذ : كاليفورنيا (مابين مايو - نوفمبر 2008، ثم منذ يونيو 2013) كونيتيكت.
  - تم التصويت عليها: النرويج (مع التبني المشترك)
- قوانين الاتحاد المدني/الشراكة المسجلة :
  - تم التصويت عليها ودخلت حيز التنفيذ : مقاطعة العاصمة الأسترالية، الإكوادور (دون التبني المشترك)، ولاية واشنطن (زيادة وتوسيع في تشريع سابق).
  - دخلت حيز التنفيذ : الأوروغواي (دون التبني المشترك حتى سبتمبر 2009)، ولاية نيوهامبشير الأمريكية.
- قوانين الشراكات المحدودة
  - دخلت حيز التنفيذ : ولاية فيكتوريا الأسترالية.
  -  تم التصويت عليها : وولاية أوريغون الأمريكية.
- حظر زواج المثليين ولاية كاليفورنيا وأريزونا الأمريكية.
- حظر زواج المثليين والاتحادات المدنية : ولاية فلوريدا
- حظر تبني الأطفال من قبل الأزواج المثلية : أركنساس (تم إلغاء القانون عبر قرار المحكمة العليا لأركنساس عام 2011).
- تقنين وتشريع (إلغاء تجريم) المثلية الجنسية : بنما، نيكاراغوا.
- مسيرات ومواكب فخر المثليين : أول مسيرة فخر المثليين في بلغاريا.
- أعلنت كوسوفو عن إستقلالها، دستورها الجديد يتضمن ذكر «التوجه الجنسي»، وهو الأول من نوعه في منطقة البقان.
- تم عقد أول زواجين مثليين (غير قانويين وغير معترف بهما، بين رجلين وامرأتين) في اليونان في جزيرة تيلوس. أعلن كل من المدعي العام في المحكمة العليا ووزير العدل أن حالات الزواج لاغية وباطلة.
- الناخبون في بورتلاند ينتخبون سام أدامز (سياسي من أوريغون) كرئيس بلدية مثلي بشكل علني
- تم انتخاب آنيس باركر كأول عمدة مثلي أو مثلية الجنس في مدينة هيوستن بولاية تكساس.[50]
- تم انتخاب كايت براون كوزيرة داخلية في ولاية أوريجون في انتخابات عام 2008، لتصبح أول شخص مزدوج التوجه الجنسي في الولايات المتحدة في منصب على مستوى الولاية.[51]
- تم انتخاب ستو راسموسن في مدينة سيلفرتون بولاية أوريغون كأول عمدة متحولة جنسياً في أمريكا.[52][53]
- تم قتل أنجي زاباتا، وهي امرأة متحولة جنسياً، في غريلي، في ولاية كولورادو. أدين ألين أندريد بتهمة القتل من الدرجة الأولى وارتكاب جريمة كراهية، لأنه قتلها بعد أن علم أنها كانت متحولة جنسياً. كانت هذه القضية هي الأولى في البلاد التي حصلت على إدانة لجريمة الكراهية التي تنطوي على ضحية من المتحولين جنسيا.[54]
- عقدت أول جلسة استماع في الكونجرس الأمريكي حول التمييز ضد الأشخاص المتحولين جنسياً في مكان العمل، من قبل اللجنة الفرعية لمجلس النواب المعنية بالصحة والتشغيل والعمل والمعاشات.
- أصبحت راشيل ماداو أول مذيعة مثلي أو مثلية بشكل علني لبرنامج رئيسي في التلفزيون في الولايات المتحدة عندما بدأت باستضافة برنامج «راشيل ماداو شو» على قناة تلفزيون كبلي الأمريكية إم إس إن بي سي.[55]
- أصبحت أبيغيل أوستين، الكابتن السابق في فرقة المظليين المعروف باسم إيان هاميلتون، أول ضابط بريطاني يستكمل عملية إعادة تكيف الجنسين من الذكور إلى الإناث.[56]
- 2009
- قوانين زواج المثليين :
  - تم التصويت عليها ودخلت حيز التنفيذ : السويد (مع التبني المشترك)، ولايات آيوا وزواج المثليين في فيرمونت الأمريكية.
- دخلت حيز التنفيذ : النرويج، (مع التبني المشترك).
- تم التصويت عليها : العاصمة المكسيكية مدينة مكسيكو، ولايات نيوهامبشير، (مع تبني أحد الشريكين للطفل البيولوجي للشريك الآخر فقط)، ومين (لكن التشريع لم يتم تنفيذه أبدا بسبب إستفتاء تم رفضه فيه، ولكن تم تنظيم إستفتاء وتشريع آخرين قنن زواج المثليين في الولاية في سنة 2012) الأمريكية.
- قوانين الاتحاد المدني/الشراكة المسجلة :
  - تم التصويت عليها ودخلت حيز التنفيذ : المجر، (دون التبني المشترك أو تبني أحد الشريكين للطفل البيولوجي للشريك الآخر فقط)، كولومبيا (زيادة توسيع في تشريع سابق لكن دون التبني المشترك)، ولايات نيفادا، واشنطن (زيادة توسيع في تشريع سابق) الأمريكية.
  - تم التصويت عليها النمسا، (دون التبني المشترك)
- قوانين الشراكات المحدودة
  - تم التصويت عليها ودخلت حيز التنفيذ : ولايات كولورادو، ويسكونسن الأمريكية.
- قوانين تبني الأطفال من قبل الأزواج المثلية : اسكتلندا، فنلندا (تبني أحد الشريكيين للطفل البيولوجي للشريك الآخر).
- حظر زواج المثليين : ولاية مين الأمريكية.
- سن قوانين مناهضة التمييز ضد المثليين :صربيا ولاية ديلاوير (في القطاع الخاص، على أساس التوجه الجنسي)، قانون ماثيو شيبيرد (الولايات المتحدة الأمريكية)، مقاطعة ألبرتا الكندية تضيف «التوجه الجنسي» إلى تشريع حقوق الإنسان الخاص بها، - لتصبح آخر مقاطعة أو إقليم كندي يفعل ذلك.
- إلغاء حظر الأشخاص المثليين في الجيش : الفلبين، الأرجنتين، الأوروغواي.
- تم تأسيس اليوم العالمي للإحتفاء بالمتحولين جنسيا من قبل الناشطة المتحولة راشيل كراندال من ولاية ميشيغان في عام 2009، كرد فعل على عدم وجود أعياد لمجتمع المثليين حتفل بالمتحولين جنسيا، مستشهدة بالإحباط من أن الاحتفال الوحيد الذي يتمحور حول المتحولين جنسيا كان يوم ذكرى المتحولين جنسيا الذي ينعى فقدان الأشخاص المتحولين جنسياً في جرائم الكراهية، لكنهم لم يحتفلوا بالأشخاص الأحياء من مجتمع المتحولين جنسياً.
- في السياسة
  - آيسلندا تنتخب يوهانا سيغورذاردوتير، وهي أول رئيسة حكومة مثلية علناً في التاريخ الحديث
  - تم انتخاب آنيس باركر كرئيسة بلدية هيوستن، في تكساس، لتصبح هيوستن أكبر مدينة في الولايات المتحدة بعمدة مثلي أو مثلية الجنس بشكل علني.
  - أصبح «دييغو سانشيز» أول شخص متحول جنسيا بشكل علني للعمل في مبنى الكابيتول هيل؛ تم تعيينه كمساعد تشريعي لبارني فرانك. كان سانشيز أيضا أول شخص متحول جنسيا في لجنة المنبر التابعة للجنة الوطنية الديمقراطية في عام 2008.
  - تم ترشيح باربرا كازبر سيبرستين وتأكيدها كعضو كبير في اللجنة الوطنية الديمقراطية، لتصبح أول عضو متحول الجنس بشكل صريح.
- أصبح «عوزي إيفين» وشريكه أول شريكين مثليين في إسرائيل يتم الاعتراف بحقهما في التبني قانونياً.
- أصبح نجم كرة الرغبي الويلزية غارث توماس أول رياضي معروف على مستوى عال من الرجال في رياضة جماعية يعلن عم ميوله الجنسية بينما لا يزال في مسيرته الرباضية.
- أصبحت كارول آن دافي أول شاعر البلاط مثلي أو مثلية بشكل علني يتم اختيارها في المملكة المتحدة .
- في أكتوبر 2009، تم تعيين الناشطة المثلية «أيمي أندريه» كمديرة تنفيذية للجنة الاحتفال بفخر المثليين في سان فرانسيسكو، مما جعلها أول سيدة أمريكية أفريقية مزدوجة التوجه الجنسي تشغل منصب مدير تنفيذي في «سان فرانسيسكو برايد».
- أصبح الحاخام الإسرائيلي الأرثوذكسي «رون يوسف» في عام 2009 أول حاخام إسرائيلي أرثوذكسي يعلن عن ميوله المثلية، وهو ما فعله عندما ظهر في برنامج «الحقيقة»، في حلقة تتعلق بعلاج التحويل في إسرائيل. وبقي يوسف بعدهت في منصبه كحاخام.
- تم نشر «سيدور شاؤول زهاف»، وهو أول كتاب صلوات كامل يتناول حياة واحتياجات مجتمع المثليين.

## 2010
- قوانين زواج المثليين :
  - تم التصويت عليها ودخلت حيز التنفيذ : آيسلندا (مع التبني المشترك)، الأرجنتين (مع التبني المشترك)،[57] البرتغال (دون التبني المشترك حتى 2016).
  - دخلت حيز التنفيذ : العاصمة المكسيكية مدينة مكسيكو، ولاية نيوهامبشير الأمريكية، وإقليم واشنطن العاصمة الأمريكي.
  - الاعتراف بزواج المثليين :
    - أقرت المحكمة العليا المكسيكية بأن زواج المثليين الذي تم عقده في مدينة مكسيكو صالح ومعترف به، على الرغم من أنه لايجب على أي ولاية قضائية (ولاية) مكسيكية أخرى عقده
    - بدأت ولاية تاسمانيا الأسترالية بالاعتراف بزواج المثليين الذي تم عقده في أي ولاية قضائية (دولة أو ولاية أو مقاطعة أو إقليم) أخرى
- قوانين الاتحاد المدني/الشراكة المسجلة :
  - دخلت حيز التنفيذ : النمسا (دون التبني المشترك)
  - تم التصويت عليها : أيرلندا (دون التبني المشترك).
- قوانين الشراكات المحدودة
  - تم التصويت عليها ودخلت حيز التنفيذ : ولاية نيوساوث وايلز الأسترالية (دون التبني المشترك حتى سبتمبر 2010).
- قوانين تبني الأطفال من قبل الأزواج المثلية : الدنمارك، وولاية نيوساوث وايلز الأسترالية.
- إلغاء حظر تبني الأطفال من قبل الأزواج المثلية : ولايات أركنساس، فلوريدا الأمريكية.
- إلغاء حظر الأشخاص المثليين في الجيش : صربيا.
- إلغاء حظر الأشخاص المتحولين جنسيا في الجيش : أستراليا.
- تقنين وتشريع (إلغاء تجريم) المثلية الجنسية : فيجي.[58]
- مسيرات ومواكب فخر المثليين : أول مسيرة فخر المثليين في مدينة سان بطرسبورغ في روسيا.
- اعترفت موسوعة جينيس للأرقام القياسية بأن المتحول جنسياً توماس بيتي هو «أول رجل متزوج ينجب طفلا».[59]
- أصبحت أماندا سيمبسون أول شخص متحول جنسيا في أمريكا يتم تعيينها من قبل الرئيس عندما تم تعيينها كمستشارة فنية أولية في مكتب الصناعة والأمن في وزارة التجارة.[60]
- أصبح كاي ألومز أول رياضي متحولي الجنس للعب في بطولة كرة السلة التابعة الرابطة الوطنية لرياضة الجامعات.[61][62] كان لعب كرجل متحول جنسيا في فريق السيدات في جامعة جورج واشنطن .[63][64]
- أصبحت فيليس فراي أول قاضية متحولة الجنس يتم تعيينها في الولايات المتحدة.[65][66][66][67]
- أصبحت ماري ألبينغ أول قسيسة مثلية بشكل علني تم تكرسها من قبل الكنيسة الإنجيلية اللوثرية الأمريكية، وتقوم بهامها في «كنيسة المسيح المخلِّص اللوثرية» في الجانب الجنوبي من «مينيابوليس».[68]
- أصبح «تشاي فيدبلوم»، وهي مثلية الجنس بشكل علني، أول شخص من مجتمع المثليين يخدم في لجنة تكافؤ فرص العمل.[69]
- أصبحت «دونا ريو» أول امرأة أميركية آسيوية، أول امرأة كورية أمريكية، وأول امرأة مثلية يتم تعيينها كقاضية في محكمة منطقة في الولايات المتحدة، وهي محكمة المنطقة الشمالية من كاليفورنيا.[70]

## 2011
- قوانين زواج المثليين
  - تم التصويت عليها ودخلت حيز التنفيذ : نيويورك
- قوانين الاتحاد المدني/الشراكة المسجلة :
  - تم المصادقة عليها ودخلت حيز التنفيذ : ليختنشتاين (دون التبني المشترك) جزيرة مان (مع التبني المشترك)، ولايات إلينوي (مع التبني المشترك) جزيرة مان (مع التبني المشترك) الأمريكية.
  - دخلت حيز التنفيذ : أيرلندا (دون التبني المشترك).
  - تم تمريرها : ولايات ديلاوير، وهاواي الأمريكية.
- إلغاء حظر الأشخاص المثليين والمثليات جنسيا ومزدوجي التوجه الجنسي في الجيش : الولايات المتحدة (أنظر: لا تسأل، لاتقول).
- يم انتخاب توني بريفا، والتي يعتقد أنها أول رئيس بلدية ثنائي الجنس في العالم، في مدينة هبسونز باي في ضواحي ملبورن، في أستراليا، في نهاية نوفمبر.
- إليو دي روبو، أول رئيس حكومة مثلي الجنس، يصبح رئيس وزراء بلجيكا، في 6 ديسمبر.
- شارك تشاز بونو في الموسم الثالث عشر من النسخة الأمريكية من الرقص مع النجوم في عام 2011. وكانت هذه هي المرة الأولى التي يقوم فيها رجل متحول جنسياً بشكل علني بالمشاركة في برنامج تلفزيوني على قناة تلفزية رئيسية لشيء لا علاقة له بالمتحولين جنسياً.
- أصبحت هارموني سانتانا أول ممثلة متحولة جنسياً تتلقى ترشيحا لجائزة تمثيل كبيرة؛ تم ترشيحها من قبل جوائز الروح المستقلة كأفضل ممثلة مساعدة عن فيلم «غان هيل رود».
- صوتت الكنيسة المشيخية (في الولايات المتحدة الأمريكية) للسماح بتكريس القسيسين والقسيسات مثلي ومثليات الجنس بشكل علني.
- أصبحت راشيل إيزاك أول حاخامة مثلية بشكل علن يتم تعيينها في المدرسة اليهودية اللاهوتية التابعة للحركة اليهودية المحافظة.
- أصبحت ضابطة الدرجة الثانية «ماريسا جايتا» من كاليفورنيا وضابطة الدرجة الثالثة أصبحت «سيتلاليس سنيل» من لوس أنجلوس أول زوجين من نفس الجنس تم اختيارهما للمشاركة في أول قبلة عند عودة سفينة تابعة للبحرية الأمريكية.
- تم تعيين «بريندا سو فولتون» إلى مجلس الزوار في ويست بوينت، مما جعلها أول عضو مثلية الجنس بشكل علني في مجلس الإدارة الذي يقدم المشورة للأكاديمية.
- أصبحت «ملكة جمال نيويورك»، كلير بوفي، أول ملكة جمال أمريكية تتنافس على حملة لقب ملكة جمال أمريكا بواسطة منصة ومطالب لحقوق المثليين.
- أصبحت جاياه ساييوا أول لاعب كرة قدم عالمي متحول جنسيا بشكل علني تلعب في كأس العالم عندما لعبت مع ساموا الأمريكية في الدور الأول من تصفيات أوقيانوسيا لكأس العالم في البرازيل 2014.
- تم تمرير قرار صدر من قبل جنوب إفريقيا يطلب فيه إجراء دراسة حول التمييز على أساس التوجه الجنسي (A/HRC/17/L.9/Rev.1)، بتصويت 23 مع وتصويت 19 ضد وامتناع 3 أعضاء عن التصويت، في مجلس حقوق الإنسان التابع للأمم المتحدة في 17 يونيو 2011.[71] هذه هي المرة الأولى التي توافق فيها أي هيئة تابعة للأمم المتحدة على قرار يؤكد ويدعم حقوق المثليين.
- بدأ فريد كارغر مسيرته غير الناجحة لترشيحه من قبل الحزب الجمهوري للرئاسة عام 2012، الأمر الذي جعله أول مرشح مثلي الجنس للرئاسة من الحزب الجمهوري في الولايات المتحدة.

## 2012
- قوانين زواج المثليين

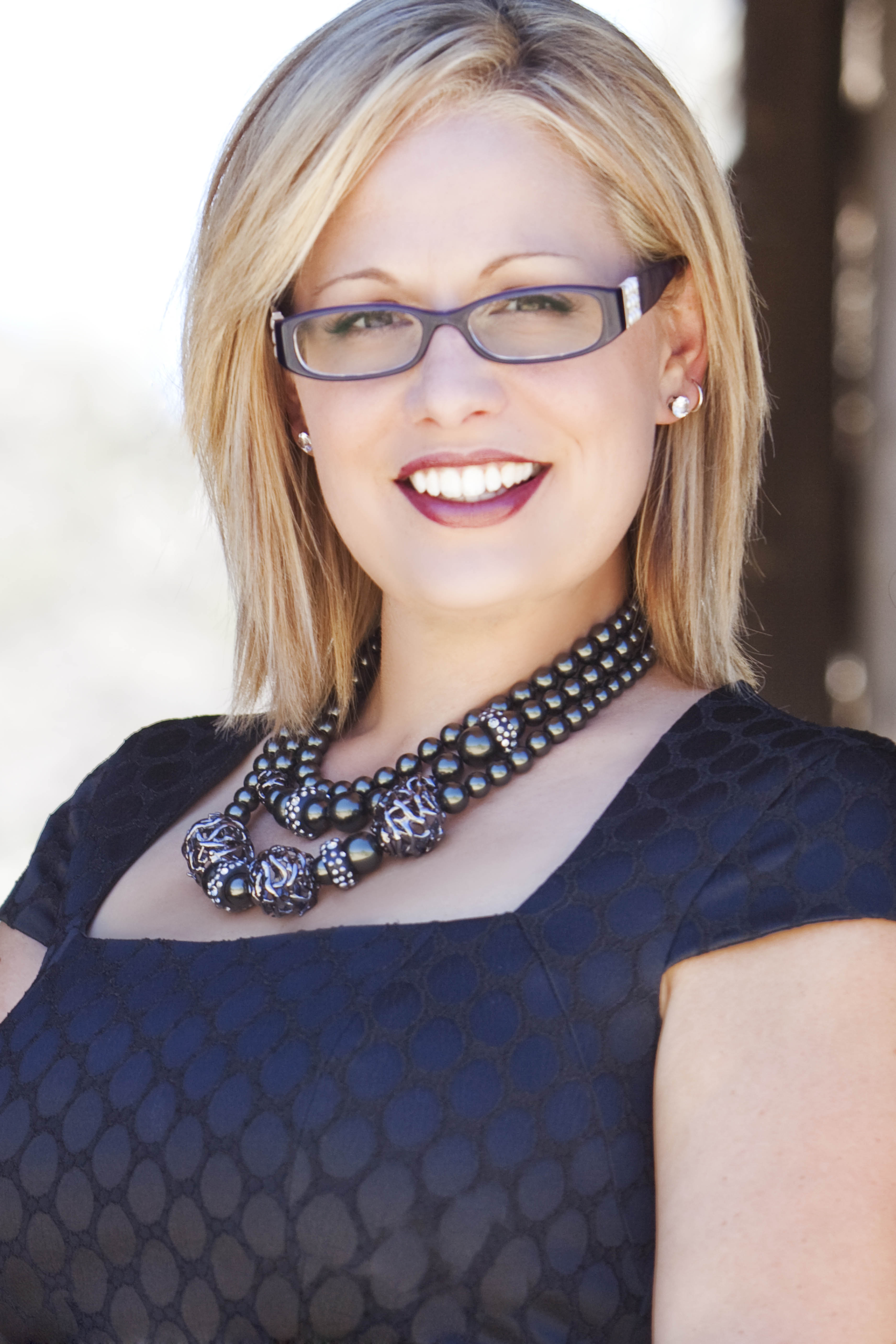
غدت كريستين سينيما (الصورة) أول شخص مزدوج أو مزدوجة التوجه الجنسي بشكل علني يتم انتخابه للكونغرس الأمريكي.

  - تم التصويت عليها ودخلت حيز التنفيذ : الدنمارك، ولاية كينتانا رو المكسيكية، ولايات مين، وواشنطن الأمريكية.
  - تم التصويت عليها : ماريلاند.
- قوانين الاتحاد المدني/الشراكة المسجلة : ولاية هاواي الأمريكية.
- تقنين وتشريع (إلغاء تجريم) المثلية الجنسية :ليسوتو، ساو تومي وبرينسيب.
- سن قوانين مناهضة التمييز ضد المثليين :
  - على أساس التوجه الجنسي والهوية الجندرية : تشيلي
  - أصدر «مكتب الإسكان العادل وتكافؤ الفرص» التابع لوزارة الإسكان والتنمية الحضرية لائحة لحضر التمييز ضد مجتمع المثليين في البرامج الفدرالية للمساعدة على السكن. وتضمن اللوائح الجديدة أن تكون برامج الإسكان الأساسية للإدارة مفتوحة لجميع الأشخاص المؤهلين، بغض النظر عن الميول الجنسية أو الهوية الجنسية.
  - على أساس الهوية الجندرية : مقاطعة مانيتوبا الكندية.
  - على أساس التعبير عن الجندر مقاطعة أونتاريو الكندية.
- في العائلة والعلاقات:
  - تم منح الطلاق لأول زوجين إسرائيليين مثليين من قبل محكمة الاسرة الإسرائيلية. صدر حكم الطلاق في بروفيسور جامعة تل أبيب «آفي إيفن»، أول عضو مقلي الجنس بشكل علني في الكنيست، والدكتور «أميت كاما» الذي أمر وزير الداخلية بتسجيل وضعهم كمطلقين.[72]
  - تم عقد أول حفل زفاف مثلي بوذي في تايوان (زواج رمزي وغير قانوني أو معترف به) لكل من «فيش هوانغ» وشريكتها «يو يا تينج»، حيث قام الراهب البوذي «شي تشاو هوي» بترأس الطقوس.[73]
  - تم عقد أول زواج مثلي في الأكاديمية العسكرية الأمريكية بين ملازمة شابة وشريكتها («إلين شيك» و«شانون سيمبسون») في كنيسة «أولد كاديت» في «مقبرة ويست بوينت».[74][75]
  - أصبحت قائدة البحرية «إلني ماكيني» و «آناسيلي ماكيني» أول زوجين من نفس الجنس يقومان بالزواج على قاعدة عسكرية أمريكية. تزوجتا في القاعدة البحرية «بوينت لوما» في «سان دييغو».[76]
  - تمت أول خطوبة بين شريكين من نفس الجنس في البيت الأبيض بين «بن شوك» و«ماثيو فيليبس»).[77]
  - أصبحت العقيدة في القوات الجوية «جينجر والاس» أول عضو مثلي بشكل علني في الجيش الأمريكي يشارك شريكه من نفس الجنس في تقليد احتفال التأبين الذي كان مخصصًا للزوجات وأفراد العائلة. وقامت شريكتها لمدة 10 سنوات، «كاثي كنوبف»، بتعليق أجنحة الكولونيل على «والاس» بعد أيام من حضورها خطاب حالة الاتحادللرئيس الأمريكي باراك أوباما كضيفة للسيدة الأولى ميشيل اوباما.[78]
- الفنون والثقافة:
  - أصبحت كيت ماكينون أول عضوة مثلية بشكل علني في برنامج ساترداي نايت لايف. لم تكشف دانيترا فانس عن توجهها الجنسي علانية، لكنها اكتشف أنها مثلية عندما توفيت.[79] ref/>
  - في 28 يونيو 2012، أعلنت ديانا كينغ «نعم أنا مثليه» لمعجبيها من صفحتها الرسمية على فيسبوك، وبذلك أصبحت أول فنانة جامايكية تعلن عن ميولها المثلية.[80][81]
  - أصبحت «كاتي ريكس» أول مثلية بشكل علني يتم تكريسها من قبل الكنيسة المشيخية (في الولايات المتحدة الأمريكية).[82]
  - بدأت إميلي أفيفا كابور، وهي حاخامة أمريكية كان قد تم تكريسها بشكل خاص كرجل في عام 2005، تعيش كإمرأة في عام 2012، وبذلك أصبحت أول حاخامة متحولة جنسياً.[83]
  - تم إطلاق مشروع «قوس قزح اليهود» وهو مشروع تاريخي شفاهي يعرض حياة المثليات والمثليين ومزدوجي التوجه الجنسي والمتحولين جنسيا في المملكة المتحدة منذ خمسينيات القرن العشرين وحتى الوقت الحاضر.[84] وهو أول أرشيف خاص المثليات والمثليين ومزدوجي التوجه الجنسي والمتحولين جنسيا في المملكة المتحدة.[85]
  - كان فيلم بارانورمان، الذي صدر في عام 2012، يحتوي على أول شخصية متحولة الجنس بشكل علني في فيلم سائد للرسوم المتحركة.[86][87]
- في السياسة:
  - سياسة الولايات المتحدة:
    - أصبح باراك أوباما أول رئيس أمريكي يعلن عن دعمه لزواج المثليين في 9 مايو.[88][89]
    - انضمت «مارلين براي» إلى مجلس مدينة «دويلستاون»، في بنسلفانيا في عام 2012، على الرغم من أنها استقالت في عام 2013. كانت أول شخص مزدوج أو مزدوجة التوجه الجنسي يشغل منصبا عاما في ولاية بنسلفانيا.[90][91]
    - تم انتخاب تامي بالدوين كأول سيناتور أمريكي مثلي أو مثلية الجنس.[92]
    - أصبحت كريستين سينيما عن الحزب الديموقراطي عن ولاية أريزونا أول شخص مزدوج أو مزدوجة التوجه الجنسي بشكل علني يتم انتخابه للكونغرس الأمريكي.[93]
    - أصبحت ستايسي لوغتون أول شخص متحول جنسيا ينتخب لأي هيئة تشريعية أمريكية عندما فازت بمقعد في مجلس النواب في ولاية نيو هامبشير.[94] ولكنها، استقالت من المجلس التشريعي لولاية نيو هامبشير قبل توليها منصبها، بعد أن اتضح أنها قد خدمت أربعة أشهر في سجن بمقاطعة «بلكناب» مقاطعة بعد إدانتها بطاقة بالغش في بطاقة الائتمان عام 2008.[95][96]
    - تم انتخاب مارك بوكان في الدائرة الثانية للكونغرس في ولاية ويسكونسن، ليصبح أول مرشح مثلي الجنس بشكل علني سيتبع ويأخذ مقعد عضو مثلي الجنس في الكونغرس الأمريكي (في هذه الحالة مقعدتامي بالدوين).[97]
    - أصبح شون باتريك مالوني أول مرشح مثلي الجنس بشكل علني يمثل ولاية نيويورك في الكونغرس الأمريكي.[98]
    - أصبح مارك تاكانو أول شخص ليس من ذوي البشرة البيضاء مثلي الجنس وأول شخص من أصول أسيوية مثلي الجنس بشكل علني يفوز بالانتخابات في مجلس النواب الأمريكي. تم انتخابه لتمثيل المنطقة الواحدة والأربعين عن ولاية كاليفورنيا في الكونغرس.[97]
    - تم انتخاب جوش بوشيه كأول مشرع مثلي الجنس بشكل علني في ولاية داكوتا الشمالية.[99]
    - تم انتخاب ستيفن سكينر (سياسي أمريكي) كأول مشرع مثلي الجنس بشكل علني في ولاية فيرجينيا الغربية.[100]
    - تم انتخاب جاكوب كانديلاريا كأول مشرع مثلي الجنس بشكل علني في ولاية نيو مكسيكو.[101]
    - أصبح براين سيمز أول مشرّع مثلي الجنس بشكل علني في ولاية بنسلفانيا، والذي كان معلنا عن ميوله الجنسية عندما تم انتخابه.[102] بعد انتخاب براين سيمز، وقبل أن يتولى منصبه، أعلن النائب مايك فليك عن كونه مثلي الجنس، مما جعله أول مشرع مثلي الجنس في ولاية بنسلفانيا.[103]
    - تم انتخاب ديفيد ريتشاردسون (سياسي من فلوريدا) كأول مشرع مثلي الجنس بشكل علني في ولاية فلوريدا.[104]
    - انتخب ديمقراطيو كولورادو مارك فيروندينو كأول رئيس مجلس النواب مثلي الجنس بشكل علني في تاريخ الولاية.[105]
    - انتُخبت تينا كوتيك أول رئيسة لمجلس النواب مثلية الجنس في ولاية أوريغون.[106]
- صوتت سان فرانسيسكو لتصبح أول مدينة في الولايات المتحدة تقدم وتغطي تكاليف عملية إعادة تحديد الجنس للمقيمين غير المؤمن عليهم.[107]

أصبحت بيركلي، في ولاية كاليفورنيا أول مدينة في الولايات المتحدة تعلن رسميا عن احتفال يوم ازدواجية الجنس في 23 سبتمبر ك«عيد للفخر ولبروز مزدوجي التوجه الجنسي».
- أصبحت كاليفورنيا أول ولاية أمريكية تحضر علاج التحويل الذي يدعي أنه يحول الأشخاص المثليين إلى أشخاص مغايرين.[109][110]
- في احتفال في أرلينغتون، أصبحت اضابطة الاحتياطية في الجيش الأمريكي تامي سميث أول جنرال عام في الخدمة ذو ميول جنسية مثلية في التاريخ الأمريكي. تمت ترقية «سميث» إلى رتبة عميد في احتفال خاص في النصب التذكاري للنساء في مقبرة أرلينغتون الوطنية.[111]
- أصبح أورلاندو كروز أول ملاكم محترف في العالم يعلن عن كونه مثلي.[112]
- صدر تقرير «مزودجو التوجه الجنسي»، وهو أول تقرير من نوعه في المملكة المتحدة. هذا التقرير، الذي قام به عديد الأطباء والخبراء يلخص الأدلة الوطنية والدولية ويقر توصيات لإدماج مزدوجي التوجه الجنسي في المستقبل.[113]

## 2013
- قوانين زواج المثليين
  - تم التصويت عليها ودخلت حيز التنفيذ : نيوزيلندا، فرنسا، الأوروغواي، البرازيل، ولايات ديلاوير، رود آيلند، مينيسوتا، نيوجرزي، نيومكسيكو، هاواي، الأمريكية.
  - تم التصويت عليها : إنجلترا وويلز، ولاية إلينوي الأمريكية.
  - دخلت حيز التنفيذ : ولاية ماريلاند الأمريكية.
  - إعادة قانونية زواج المثليين : ولاية كاليفورنيا الأمريكية.
  - تم التصويت عليها ولكن تم إلغاءها : مقاطعة العاصمة الأسترالية.
  - الاعتراف بزواج المثليين الذي تم عقده في الخارج : أقرت المحكمة العليا للولايات المتحدة بأن القسم الثالث من قانون الدفاع عن الزواج غير قانوية وبذلك أعطت زواج المثليين اعتراف فدرالي (ولكن لم تأمر بعقده وقانونيته في الولايات المتحدة حتى عام 2015)[114] ، ولاية أوريغون الأمريكية.
- قوانين الاتحاد المدني/الشراكة المسجلة :
  - تم المصادقة عليها ودخلت حيز التنفيذ : ولاية كامبيتشي المكسيكية.
  - دخلت حيز التنفيذ : ولاية كولورادو
- قوانين الشراكة المحدودة : كوستاريكا
- قوانين تبني الأطفال من قبل الأزواج المثلية : نيوزيلندا، وفرنسا.
- إعادة تجريم المثلية الجنسية من جديد : الهند
- سن قوانين مناهضة التمييز ضد المثليين :
  - على أساس التوجه الجنسي والهوية الجندرية : قبرص، بورتوريكو
  - على أساس الهوية الجندرية : ولاية ديلاوير الأمريكية.
  - على أساس التعبير عن الجندر مقاطعات نيوفندلاند ولابرادور وجزيرة الأمير إدوارد الكندية.
- سن أمر تنفيذي لمناهضة التمييز ضد المثليين : ولاية فرجينيا الأمريكية.
- مسيرات ومواكب فخر المثليين : أول مسيرات فخر المثليين في كل من اوكرانيا[115] الجبل الأسود،[116] كوراساو.[117]
- في السياسة:
  - أصبحت كاثلين وين أول رئيسة مثلية جنسيا لمقاطعة كندية، وهي أونتاريو، بعد فوزها على «ساندرا بوباتيلو» في الجولة الثالثة من التصويت على سباق قيادة الحزب الليبرالي في أونتاريو في 26 يناير 2013. وأدت اليمين في 11 فبراير 2013، وهي أول زعيم مثلي أو مثلية جنسيا للحزب وأول رئيسة أنثى في أونتاريو.
  - تولى كزافييه بيتل، أول رئيس وزراء مثلي الجنس لوكسمبورغ، منصبه في 4 ديسمبر.
  - أعلنت نيكي سنكلير عن كونها متحولة جنسيا، وبذلك أصبحت أول برلماني متحول الجنس في المملكة المتحدة.[108]
  - أصبح دانييل كاوتشينسكي أول عضو برلمان في بريطانيا يعلن عن كونه مزدوج التوجه الجنسي.[118]
  - تم انتخاب بنيامين ميدرانو كأول عمدة مثلي بشكل علني في تاريخ المكسيك، انتخب رئيسا لبلدية «فريسنيلو».[119]
  - عقد الاجتماع الوزاري الأول للأمم المتحدة بشأن حقوق المثليات والمثليين ومزدوجي التوجه الجنسي والمتحولين جنسيا. أكد ممثلون من الولايات المتحدة وفرنسا والأرجنتين والبرازيل وكرواتيا وهولندا والنرويج واليابان ونيوزيلندا والاتحاد الأوروبي، إلى جانب المديرين التنفيذيين لـمنظمة هيومن رايتس ووتش ومنظمة آوترايت إكشن إنترناشيونال التزامهم العمل معاً لإنهاء التمييز والعنف تجاه مجتمع المثليين. مفوض الأمم المتحدة السامي لحقوق الإنسان نافي بيلاي سلّمت ملاحظات [نشرة صحفية] تثني على مجتمع المثليين وتشيد بحقيقة أن «العديد من البلدان قد شرعت في إصلاحات تاريخية - تعزيز قوانين مكافحة التمييز، ومكافحة جرائم الكراهية ضد المثليين وتوعية الرأي العام».[120]
  - في سياسة الولايات المتحدة:
    - ذكر باراك أوباما كلمة «مثلي الجنس» ومسألة حقوق المثليين للمرة الأولى في خطاب تأدية اليمين الدستورية. على وجه التحديد، فعل ذلك في خطاب تنصيبه.[121]
    - في يوم احتفال يوم ازدواجية الجنس، عقد البيت الأبيض اجتماعا مغلقا مع ما يقرب من 30 ناشطين مزدوجي التوجه الجنسي حتى يتمكنوا من مقابلة المسؤولين الحكوميين ومناقشة القضايا ذات الأهمية الخاصة بمجتمع مزدوجي التوجه الجنسي. كان هذا أول حدث خاص بمزدوجي التوجه الجنسي يستضيفه البيت الأبيض.[122][123]
    - «فيليب فرانك» زوج النائب مارك بوكان أصبح أول زوج من نفس الجنس لمشرع فدرالي يتلقى «رسميا هوية الزوج في البيت الأبيض».[124][125] في عام 2009، أُصدرت هوية زوج من أعضاء الكونغرس ل«مارلون ريس»، زوج النائب جارد بوليس (نائيب ديموقراطي عن ولاية كولورادو)، لكن خدمات البطاقات في وقت لاحق أخبرته أنه قد تم تعيينه كذلك بطريق الخطأ.
    - أكد مجلس الشيوخ الأمريكي أن نيتزا كينيونيس أليخاندرو سيشغل منصب قاضٍ اتحادي، مما يجعلها أول امرأة مثلية الجنس من أصول لاتينية بشكل علني تشغل هذا المنصب.[126]
    - تولى وكيل القوات الجوية الأمريكية إريك فانينغ منصب السكرتير المؤقت للقوات الجوية الأمريكية، ليصبح أعلى مسؤول مثلي أو مثلية الجنس في وزارة الدفاع. هو مثلي الجنس علنا.[127]
    - أصبح تود هيوز أول قاضي محكمة نقض مثلي الجنس بشكل علني في الولايات المتحدة.[128]
- في الرياضة:
  - أعلن روبي روجرز أنه مثلي الجنس في 15 فبراير 2013، ليصبح اللاعب الوحيد في كرة القدم العالمية يقوم بذلك. انضم إلى لوس أنجلوس جالاكسي، مما جعله أول رياضي ذكر مثلي الجنس يتنافس في الدوري الأمريكي لكرة القدم.[129]
  - أصبح جيسون كولينز في 29 أبريل 2013، أول رياضي نشط في مسيرته الرياضية في فريق رياضي كبير في أمريكا الشمالية يعلن عن كونه مثلي الجنس.
  - أعلن فالون فوكس عن كونه متحول جنسي، ليصبح بذلك أول رياضي متحول جنسيا بشكل علني في تاريخ فنون القتال المختلطة.[130]
  - أعلن «يالن ميسسيرميث» الذي يلعب في «معهد بينيدكتين» في أتشيسون، كانساس، عن كونه مثلي الجنس. ويعتقد أنه أول لاعب مثلي الجنس بشكل علني في كرة السلة الأمريكية للرجال.[131]
  - أصبح كايسون كراين أول رجل مثلي الجنس بشكل علني يصعد «القمم السبعة» وأول من جلب علم قوس قزح لفخر المثليين إلى قمة جبل إيفرست.[132]
  - تمت إقامة مباراة UFC الأولى بين مقاتلتيز مثليتي الجنس بشكل علني، ليز كارموشي وجيسيكا اندرادي.[133]
  - أصبح دارين يونغ (واسمه الحقيقي: «فريد روسر») أول مصارع محترف يعلن عن كونه مثلي الجنس خلال مسيرته الرياضية.[134]
- المتحولين جنسيا:
  - مررت مدينة فيلادلفيا واحدة من أشمل قوانين حقوق المتحوّلين جنسياً على مستوى المدينة، والتي تتعامل مع استخدام المتحولين جنسياً للحمام المناسب لهويتهم الجندرية والرعاية الصحية لموظفي المدينة، مما يجعلها المدينة الأولى على الساحل الشرقي توفر الرعاية الصحية ذات الصلة بالانتقال لموظفي المدينة.[135]
  - تلقت أوتومن ساندين، وهي امرأة أمريكية متحولة جنسياً ومن قدامى المحاربين، رسالة من مسؤول في البحرية تقول: «بناء على طلبك، تم تحديث نظام الإبلاغ عن أهلية التسجيل في الدفاع لإظهار نوع جنسك كأنثى فعالة في 12 أبريل 2013». أعلنت أليسون روبنسون من منظمة أوتسيرف، «على حد علمنا، هذه هي المرة الأولى التي تعترف فيها وزارة الدفاع وتؤكد تغيير النوع الاجتماعي لأي شخص منتسب، في زي رسمي - في هذه الحالة متقاعد عسكري».[136]
  - أصبح بن باريز أول عالم متحول جنسياً في الأكاديمية الوطنية الأمريكية للعلوم في عام 2013.[137]
  - لللمرة الأولى، تضمّن قائمة الكتب الموصى بها من قبل وزارة التعليم في كاليفورنيا للصفوف من مرحلة ما قبل الروضة إلى 12 كتابًا يحمل موضوعًا متحوليًا، وهو «أنا جاي» ل«كريس بيم».[138]
  - سنت كاليفورنيا قانون أمريكا الأول الذي يحمي الطلاب المتحولين جنسيا. ينص القانون، الذي أطلق عليه قانون النجاح والفرص المدرسية ، على أنه يجب أن «يُسمح لكل طالب في مدرسة عامة في كاليفورنيا من مرحلة الروضة حتى الصف الثاني عشر بالمشاركة في برامج وأنشطة مدرسية معزولة جنسيا، بما في ذلك الفرق الرياضية والمسابقات، واستخدام مرافق تتفق مع هويته الجنسية، بغض النظر عن الجنس المدرج في سجلات التلاميذ».[139]
  - أعلنت جينيفر بريتزكر عن كونها متحولة جنسيا عام 2013، وبالتالي أصبحت أول ملياردير متحول جنسياً في العالم.[140]
  - أصبحت فتاة تبلغ من العمر ست سنوات تدعى «لوانا»، والتي ولدت طفلاً، أول طفلة متحولة الجنس في الأرجنتين تغير اسمها الجديد رسمياً على وثائق هويتها. ويُعتقد أنها الأصغر في الاستفادة من قانون الهوية الجندرية الجديد في البلاد، والذي تمت الموافقة عليه في مايو 2012.[141]
  - تم اختيار جنيفر فيني بويلان كأول متحول جنسيا بشكل علني بمنصب رئيس مشارك للمجلس الوطني للإدارة التابع لجمعية غلاد.[142]
  - في 31 أكتوبر / تشرين الأول 2013، أصبحت باريس ليس أول محامية متحوّلة جنسيا بشكل علني تظهر في برنامج «وقت سؤال» لهيئة الإذاعة البريطانية، ما قوبل بالثناء من المعلقين الذين شملوا نائب رئيس الوزراء السابق «جون بريسكوت» ونائبة زعيم حزب العمل «هارييت هارمان».[143]
  - أصبح «ستيفن ألكسندر»، من ولاية رود آيلاند، أول مدرب في المدرسة الثانوية يعلن عن كونه متحول جنسيا.[144]
  - في 1 نوفمبر، تم انتخاب «أودري غوتييه» رئيسة لـ"CUPE 4041"، ممثلة لمضيفات طيران ترانسات في مونتريال. وهكذا أصبحت أول شخص متحول جنسيا ينتخب رئيسًا لاتحاد محلي في كندا.[145]
  - نشر أول تقرير برلماني عن حقوق الإنسان وصحة الأشخاص ثنائيي الجنس، نشره مجلس الشيوخ الأسترالي في 25 أكتوبر.
  - أعلنت كريستين بيك، «كريس بيك» سابقًا، عن كونها متحولة جنسيا لتصبح أول متقاعد متحول جنسيا من جنود نيفي سيلز[146]
- العائلة والعلاقات:
  - للمرة الأولى قررت وزارة شؤون المحاربين القدامى في الولايات المتحدة السماح لزوج من نفس الجنس لأحد المحاربين القدامى العسكريين بدفنه في مقبرة وطنية أمريكية. أعطى سكرتير شؤون المحاربين القدامى «إريك شنسكي» إذن لضابطة سلاح الجو المتقاعدة «ليندا كمبل»، 66، بأن تدفن رماد زوجتها «نانسي لينتشايلد» في «مقبرة ويليامات الوطنية» في أوريغون.[147]
  - أصبحت «ريحانة كوسار» و«سوبيا كامار»، وكلاهما من باكستان، أول شريكتيت مسلمتين يسجلان في «شراكة مدنية» في المملكة المتحدة.[148]
  - أصبح «جوليان مارتش» و «ترايان بوفوف» أول زوجين مثليين متزوجين يحصلان على غرين كارد.[149]
  - أصبحت الرقيب الأول «أنجيلا شانك» وزوجتها، الرقيب التقني «ستايسي شانك» أول زوجين من نفس الجنس يتلقيان مهمة في إطار برنامج «انضمام الزوج» في سلاح الجو الأمريكي.[150]
- الفنون والثقافة:
  - تمت أول قبلة من نفس الجنس على مسرح مسابقة الأغنية الأوروبية لعام 2013 عندما قامت «كريستا سيغفريدس»، بعد انتهاءها من غناء أغنية «ماري مي»، بتقبيل إحدى راقصاتها.[151]
  - أصبح «غاي إروين» أول أسقف مثلي بشكل علني ينتخب من قبل «الكنيسة الإنجيلية اللوثرية في أمريكا». انتخب في مجمع جنوب غرب كاليفورنيا التابع للكنسية.[152]
  - أعلنت «رابطة الكتاب مزدزجي التوجه الحنسي»، التي تروّج للكتاب والمثقفين والكتابة من مزدوجي التوجه الجنسي، عن أسماء الفائزين في حفل جوائز الكتاب لمزدوجي التوجه الجنسي.[153]
  - انتخبت «نقابة المخرجين فب أمريكا» باريس باركلي كأول أسود وأول رئيس مثلي الجنس بشكل علني.[154]
  - أصبحت أغنية «نفس الحب»، وهي أغنية ناجحة من «ماكلمور» و«ريان لويس»، أول أغنية من بين أفضل 40 أغنية في الولايات المتحدة تروج للزواج من نفس الجنس وتحتفل به.[155]
  - أصبح المخرج كيم جو جوانج سو وشريكه «كيم سونغ هوان» أول زوجين مثليين من كوريا الجنوبية يتزوجان علانية، رغم أنه لم يكن الا زواجًا رمزيا وغير معترف به قانونيا.[156]
  - تم اختيار هارفي ميلك كأول مسؤول سياسي من مجتمع المثليين بشكل علني يتم عرضه على طابع بريدي أمريكي.[157]
  - أصبح أندي هيرين أول فائز مثلي بشكل علني بالنسخة الأمريكية من برنامج الواقع بيغ براذر.[158]
  - تم عد أول حفل زفاف روماني متلفز من نفس الجنس. كان بين اثنين من الرجال، وتم القيام به على برنامج الواقع «أربعة حفلات الزفاف والتحدي».[159]
  - تدّعي «إذاعة كيو»، التي أطلقت في سبتمبر، أنها أول محطة إذاعية في الهند تقدم خدماتها للمثليات والمثليين ومزدوجي التوجه الجنسي والمتحولين جنسياً في البلاد.[160]
  - أصبح «مارك غولدمان» أول رئيس مثلي الجنس بشكل علني للمؤتمر الأمريكي لمغني الترتيل، وهي منظمة دينية إصلاحية يهودية.[161]
  - تم انتخاب الحاخامة ديبورا واكسمان كرئيسة لل«كلية الحاخامية لإعادة الإعمار».[162][163] وكرئيسة، يعتقد أنها أول امرأة وأول مثلية تقود اتحادًا للجمعيات اليهودية، وأول امرأة حاخامة وأول مثلية ترأس مدرسة يهودية. «كلية الحاخامية لإعادة الإعمار» هي اتحاد تجمعي ومدرسة في نفس الوقت.[162][164]
- تم تعيين الدكتور سول ليفين في 15 مايو 2013 كمدير تنفيذي جديد ومدير طبي للجمعية الأمريكية للأطباء النفسيين، مما جعله أول شخص معروف مثلي الجنس بشكل علني عن يرأس الرابطة.[165]
- أصبحت الميجور جنرال «باتريشيا 'تريش' روز» أول جنرال نجمتين مثلية الجنس بشكل علني في سلاح الجو الأمريكي

، وأكبر ضابط مرموق مثلي أو مثلية الجنس في الجيش الأمريكي بأكمله في ذلك الوقت.
- أصبحت نيوجيرزي الولاية الثانية، بعد ولاية كاليفورنيا، تحظر علاج التحويل الذي يدعي تحويل الناس من مثليي الجنس إلى مغايرين جنسيا.
- اعتمدت الحكومة الروسية مشروع قانون اتحاديًا يحظر توزيع «الدعاية للعلاقات الجنسية غير التقليدية» للقصر. يفرض القانون غرامات باهظة لاستخدام وسائل الإعلام أو الإنترنت لتعزيز «العلاقات غير التقليدية».
- تم عقد أول مشروع للمشردين في سان فرانسيسكو للمثليات والمثليين ومزدوجي الميول الجنسية والمتحولين جنسيا.[167]
- تم تأسيس «باي لاو»، وهي أول منظمة وطنية أمريكية لمزدوجي الميول الجنسية من المحامين وأساتذة القانون، وطلاب الحقوق، وحلفائهم.[168][169]

## 2014
- قوانين زواج المثليين
  - تم التصويت عليها ودخلت حيز التنفيذ : اسكتلندا، إقليم ماوراء البحار البريطانية أكروتيري ودكليا، ولاية كواويلا المكسيكية، أوريغن، ولايات بنسيلفينيا، يوتا، اوكلاهوما، فرجينيا، ويسكونسن، إنديانا، كولورادو، نيفادا، أيداهو، فرجينيا الغربية، كارولينا الشمالية، ألاسكا، أريزونا، كنساس، كارولانا الجنوبية، مونتانا، وايومنغالأمريكية.
  - تم التصويت عليها : لوكسمبورغ.
  - دخلت حيز التنفيذ : إنجلترا وويلز، إقليم ماوراء البحار البريطانية جورجيا الجنوبية وجزر ساندويتش الجنوبية، ولاية إلينوي الأمريكية.
- قوانين الاتحاد المدني/الشراكة المسجلة :
  - تم التصويت عليها ودخلت حيز التنفيذ : مالطا (مع التبني المشترك)، كرواتيا (مع تبني آحد الشريكين للطفل البيولوجي للشريك الآخر، لكن بدون التبني المشترك)، إقليم ماوراء البحار البريطانية جبل طارق (مع التبني المشترك).
- تم التصويت عليها : إستونيا
- قوانين تبني الأطفال من قبل الأزواج المثلية : أندورا، ولاية كواويلا.
- تقنين وتشريع (إلغاء تجريم) المثلية الجنسية : شمال قبرص، بالاو.
- إعادة تجريم المثلية الجنسية من جديد : بروناي[170]
- سن قوانين مناهضة التمييز على أساس الهوية الجندرية : مقاطعة ساسكاتشوان الكندية.
- العائلة والعلاقات:
  - أصبحت «آنا غيلوت» و «كريسي كيلي» اللتان تزوجتا في نيويورك عام 2012 أول زوجين من نفس الجنس في ولاية ميسيسيبي يضعان زواجهما في السجل العام. ومع ذلك، فإن هذا لم يكن لزواجهما أي قانونية في ولاية ميسيسيبي.[171]
  - أصبح كل من «جوزيبي شيغيوتي» و «ستيفانو بوتشي» أول زوجين مثليين توزجا في الخارج الزواج يتم الاعتراف به قانونيا في إيطاليا بأمر من المحكمة؛ تزوجا في نيويورك في عام 2012.[172]
  - للمرة الأولى، منحت محكمة إيطالية الإذن بتبني طفل يعيش مع زوجتن مثليتين. كانت الطفلة هي الابنة البيولوجية لإحدى الشريكتين، وتم السماح لشريكتها بأن تصبح الأم الثانية للطفلة من خلال التبني[173]
  - تم تخصيص أول مقبرة للمثليات في العالم في برلين في ألمانيا.[174]
  - أصبحت «أوما أزول» أول طفلة لزوجتين مثليتين يتم تعميدها من قبل الكنيسة الكاثوليكية في الأرجنتين.[175]
  - كانت «إميليا ماريا جيستي»، ابنة زوجتين مثليتين، أول طفل يولد في ولاية تينيسي يقام بادراج امرأة في شهادة الميلاد تحت «والدها».[176]
  - وافقت وزارة شؤون المحاربين القدامى الأمريكية على منح فوائد النجاة لأرملة من نفس الجنس، «تريسي ديس جونسون»، التي توفيت زوجتها «دونا جونسون» في هجوم انتحاري في عام 2012.[144]
  - تم تسجيل والدتين مثليتين على شهادات ميلاد أبنائهم في أستراليا، وهذه هي المرة الأولى التي تشير فيها شهادة ميلاد أسترالية إلى أن كلا الزوجين من نفس الجنس هما الوالدان الشرعيان للطفل عند الولادة.[177]
  - عقد أول حفل زواج من نفس الجنس في مصلى كنسي تابع للأكاديمية البحرية الأمريكية بين «ديفيد بوتشر»، وهو خريج الأكاديمية يبلغ من العمر 49 عاماً ويعمل في البنتاغون، وشريكه «بروس موتس».[178]
- المتحولون جنسيا:
  - قامت «لجنة تكافؤ فرص العمل الأمريكية» بتقديم أول دعوى قضائية تحت «البند السابع» اتخذته الحكومة الفيدرالية نيابة عن العمال المتحولين جنسياً.[179] قُدمت الدعاوى القضائية من أجل «آمي ستيفنس» و«براندي برانسون»، وهما متحولان جنسيا.[180]
  - أصبحت «ميغان ستابلير» أول امرأة متحوّلة جنسيًا تحمل لقب «الأم العاملة للعام».[181]
  - كانت لافيرن كوكس على غلاف العدد 9 يونيو 2014 من مجلة تايم، وتمت مقابلتها لأجل مقال «أهم نقاط المتحولين جنسيا».[182][183] وأصبحت أيضا أول شخص من المتحولين جنسيا بشكل علني يرشح لجائزة إيمي في فئة التمثيل: أفضل ممثلة ضيف في مسلسل كوميدي عن دورها في «صوفيا بيرسات» في مسلسل البرتقالي هو الأسود الجديد.[184][185][186]
  - بدأت مجلة «ترانسجدر ستاديز كوارتلي» النشر، وهي أول مجلة أكاديمية غير طبية مكرسة لقضايا المتحولين جنسيا، مع سوزان ستريكر وبايسلي كورا كناشرين.[187]
  - أصبحت «كلية ميلز» الكلية الأولى لجنس واحد في الولايات المتحدة تتبني سياسة ترحب صراحة بالطلاب المتحولين جنسيا، وأصبح «ماونت هوليوك» أول «كلية للشقيقات السبع» تقبل الطلاب المتحولين جنسيا.[188]
  - أصبح بليك بروكينغتون أول «هاومكامينغ كينغ» في مدرسة ثانوية في ولاية كارولينا الشمالية.[189]
  - أسس كل من «نينا شابال» و«غريتا غوستافا مارتيلا» «ترانس لايفلاين»، أول خط ساخن انتحاري أمريكي مخصص للمتحولين جنسيا.[190][191]
  - أصبحت تونا براون أول امرأة أمريكية من أصل أفريقي متحولة جنسياً لأداء في «قاعة كارنيجي».[192]
  - كانت لوحة «ترانسجندر تراندس» أول لجنة عن المتحولين جنسيا تعقد في سان دييغو كومك كون إنترناشونال.[193]
  - تخرجت من أكاديمية سان فرانسيسكو للشرطة أول ضابطة شرطة متحولة الجنس، ميكايلا كونيل.[194]
  - تم إعادة تسمية «حي 100» من «شارع تورك» في سان فرانسيسكو إلى «فيكي مارلين» على ذكرى اسم الناشطة المتحولة الجنسية «فيكي مارلين».[195]
  - أصبحت ليا تي وجه العلامة التجارية الأمريكية للعناية بالشعر «ريدكين»، مما يجعلها أول عارضة متحولة جنسيا بشكل علنني لعلامة تجارية عالمية لمستحضرات التجميل.[196][197][198]
  - اشتملت حملة وطنية لمكافحة الأمراض والوقاية منها على شخص متحول جنسيًا، وهي «جينيفر بارج»، كمتحدث رسمي لأول مرة.[199]
  - أصبح كريس موسير أول متحول جنسيا بشكل علني يدخل إلى قاعة المشاهير الوطنية للمثليين والمثليات.[200][201]
  - أصبح «كينون ماكينون» أول رجل متحول جنسيا بشكل علني يكسب الميدالية الذهبية في رفع الاثقال في «ألعاب المثليين» في ألعاب 2014.[202]
  - اعلنت «بي بي سي2» عن أول مسلسل كوميدي يتحدث عن المتحولين جنسا في بريطانيا، يدعى «طفل يلتقي بطفلة»، الذي يتبع العلاقة المتطورة بين «ليو»، رجل يبلغ من العمر 26 عاماً وبين جودي، امرأة متحولة جنسيا عمرها 40 عامًا.[203]
  - أصبح «إيكيس راين» أول شخص ذو روحين في «حفل توزيع جوائز الشعوب الأصلية للموسيقى».[204]
  - أصبح «بادميني براكاش» أول متحول جنسي مقدم للأخبار التلفزيونية في الهند.[205]
  - أصبحت الدنمارك أول دولة أوروبية تقوم بإزالة تشخيص اضطراب الهوية الجنسية كشرط ضروري في عملية الاعتراف بالجندر.[206]
  - أصبحت مالطا أول دولة أوروبية تضيف الاعتراف بالهوية الجندرية إلى دستورها كفئة محمية.[207]
  - تزوجت أول امرأة متحولة جنسيا بشكل علني في مالطا.[208][209]
  - عقد ما لا يقل عن 1000 من المتحولين جنسياً في بنغلاديش مسيرة فخر المثليين الأولى لبنغلاديش، وذلك بمناسبة مرور عام على اعتراف الحكومة بهم ك«جنس ثالث».[210]
- في الرياضة:
  - أثارت دورة الألعاب الأولمبية الشتوية لعام 2014 في سوتشي احتجاجات في جميع أنحاء العالم على قمع البلد المضيف روسيا لحقوق المثليين.
  - فاز غاس كينتورثي بالميدالية الفضية في رياضة التزلج الحر للرجال.
  - أصبح كونر ميرتنز، من جامعة ويلاميت، أول لاعب كرة قدم أمريكية نشط خلال مسيرته الرياضية يعلن عن كونه من مجتمع المثليين بعد أن أعلن عن كونه مزدوج الميول الجنسية.[211]
  - أعلن لاعب كرة السلة ديريك غوردون عن كونه مثلي الجنس، وبالتالي أصبح أول لاعب مثلي الجنس بشكل علني في القسم الأول في كرة السلة للرجال.[212]
  - تمت قبول مايكل سام من قبل 'سانت لويس رامز"، وبالتالي أصبح أول لاعب مثلي الجنس علنا يتم قبوله في دوري كرة القدم الأمريكية الوطني.[213]
  - وافق المجلس التنفيذي لجمعية أريزونا بين المدارس على أول طالب رياضي متحول الجنس ليلعب في رياضة شتوية في أريزونا.[214]
  - أصبح «إدوارد سارافين»، وهو مسؤول خط دفاعي احتياطي في ولاية أريزونا، أول لاعب كرة قدم من الدرجة الأولى نشط خلال مسيرته الرياضية يعلن عن كونه مثلي الجنس.[215]
  - أعلن «سترونغمان» المحترف «روب كيرني» عن كونه مثلي الجنس، ليصبح بذلك أول رجل مثلي الجنس بشكل علني يتنافس في المنافسات المحترفة الدولية.[216]
  - ستضاف مؤتمر "FTM" للياقة البدنية أول مسابقة في كمال الأجسام للرجال المتحولين جنسيا.[217]
  - أصبح ديريك غوردون أول رياضي مثلي الجنس بشكل علني يلعب مباراة في كرة السلة للرجال من الدرجة الأولى.[218]
  - أعلن دايل سكوت عن كونه مثلي الجنس في عام 2014، وبذلك أصبح أول حكم للمثليين علنا في دوري البيسبول الرئيسي.[219]
  - في عام 2014، أصبح روبي روجرز أول رياضي ذكر مثلي الجنس بشكل علني يفوز بلقب كبير في منافسات الألعاب الرياضية في الولايات المتحدة الأمريكية عندما فاز لوس أنجلوس غالاكسي بكأس دوري كرة القدم للمحترفين.[220]
- الفنون والثقافة:
  - أصبح «غود لاك تشارلي» على «قناة ديزني» أول برنامج تلفزيوني على شبكة تستهداف الأطفال تبرز زوجين من نفس الجنس (أسماء الشخصيتين هما الزوجتين «سوزان» و«شيريل»).[221]
  - فنلندا تطلق طوابع للاحتفال بفنان الشبقية المثلية المشهور توم الفنلندي.[222]
  - شارك أول قارب اليهود في موكب القناة التابع لمسيرة فخر المثليين في أمستردام.[223] «ماريان فان براغ»، كانت الحاخامة «الإصلاحية» من لاهاي، الحاخام الوحيد على متنه.[224][225]
  - شارك أول قارب مغربي أيضا في موكب القناة التابع لمسيرة فخر المثليين في أمستردام.[226]
  - قدمت مجلة «كوزموبوليتان»، وهي مجلة نسائية، نصائح جنسية لمثليات الجنس لأول مرة في تاريخها.[227]
  - أصبح «باسكال تيسييه»، البالغ من العمر 17 عامًا ، من ماريلاند، أول فتى كشاف مثلي الجنس معروف يكون كشاف نسر.[228]
  - أصبحت كنيسة المسيح المتحدة أول طائفة دينية تقوم بدور راع رئيسي لألعاب المثليين، كراع راعي فضي من الفئة الرابعة.[229]
  - أعلنت «ماريا والش» عن كونها مثلية الجنس بعد أن توجت ب«روز أوف ترالي»، وبذلك أصبحت أول مثلية الجنس تتوج بذلك.[230]
  - كتب الكاتب والمصور الكندي «إينا» أول كتاب مناهض لرهاب المثلية في باكستان بعنوان «ماي تشاتشا إز غاي». كتبته أول مرة على الإنترنت وتم إصداره في عام 2014.[231]
  - أزيل الستار عن نصب تذكاري لتكريم المضطهدين من مجتمع المثليين الناس على أيدي النازيين في تل أبيب، وهو أول اعتراف في إسرائيل للضحايا غير اليهود من المحرقة.[232]
  - أصبح ميكي غولدستين أول رجل مثلي الجنس بشكل علني يتم تكريسه كحاخام يهودي محافظ.[233] في وقت لاحق من ذلك العام، أصبح أول حاخام مثلي الجنس جماعي في اليهودية المحافظة مع تنصيبه كزعيم روحي لكنيس في «ريهوفوت» [234]
  - إحتوت مجلة "Family Circle" على زوجين من نفس الجنس لأول مرة في العدد الصادر في تشرين الثاني 2014.
  - تم عقد معتكف نحيريم الأول للحاخامات ، القساوسة الحاخامات، والمرتلين، والطلاب من مجتمع المثليين.[235]
  - في عام 2014 أصدر "لوس تيغرز ديل نورتي" ألبوم ريايداديس"، الذي يحتوي على أغنية "Era Diferente" (بمعنى "كانت مختلفة") عن مراهقة مثلية تقع في حب صديقتها المفضلة؛ وفقا لمغني وكاتب الاغاني "خورخي هيرنانديز"، هذه هي المرة الأولى التي كتبت فيها مجموعة إمريكية من أصل لاتيني أغنية حب مثلي.[236][237]
- في السياسة:
  - أصدر مجلس حقوق الإنسان التابع للأمم المتحدة قراره الثاني المتعلق التوجه الجنسي والهوية الجندرية في 26 سبتمبر 2014.[238] تم التصويت عليه بأغلبية 25 صوت مع و14 صوت ضد وهذه هي المرة الأولى في تاريخ المجلس أنه اتخذ قرارا لصالح حقوق المثليين بغالبية أعضائه.[239]
  - تم تعيين لين براون كأول وزير مثلي أو مثلية الجنس في جنوب أفريقيا، مما يجعلها أول شخص مثلي الجنس بشكل علني يتم تعيينه في منصب وزاري في أي حكومة أفريقية.[240]
  - أصبح زاخلي مبيهيلي أول شخص مثلي الجنس بشكل علني يخدم في برلمان جنوب أفريقيا، مما يجعله أيضا أول عضو أسود البشرة مثلي الجنس في برلمان أي دولة أفريقية.[241]
  - أصبحت بترا دي سوتير أول شخص متحول أو متحولة جنسيا يخدم في البرلمان البلجيكي، وتم انتخابها تحديداً في مجلس الشيوخ.[242]
  - أصبحت «لويزا ريفيلا أورسيا» أول شخص متحول أو متحولة الجنس يتم انتخابه في منصب عام في بيرو عندما فازت بمقعد في المجلس المحلي في «لا إسبيرانزا» في مقاطعة «تروخيو» في شمال غرب بيرو.[243]
  - أعلن كارلوس بروس عن مثليته الجنسية، وبالتالي أصبح أول عضو مثلي الجنس بشكل علن في الكونغرس في بيرو.[244]
  - أصبح إدغارز رينكيفتشس أول مشرع في لاتفيا يعلن عن كونه مثلي الجنس، مما يجعله أبرز السياسيين المثليين بشكل علني في دولة تابعة للكتلة السوفيتية سابقا.[245]
  - انتخبت بولندا أول رئيس بلدية مثلي الجنس، وهو روبرت بيدرون، رئيس بلدية «سووبسك».
  - أدى «ماثيو موير» اليمين الدستورية كأول قاض مثلي الجنس بشكل علني في «المحكمة العليا في نيوزيلندا».[246]
  - عينت حكومة حزب العمال في فيكتوريا، في أستراليا، مارت فولي، وزيرا للمساواة، وهي المرة الأولى التي خصصت فيها حكومة أسترالية وزيرًا مخصصًا للإشراف على قضايا المثليين والمثليات ومزدوجي الميول الجنسية والمتحولين جنسيا وثنايي الجنس.[247]
  - أصبح أندرو بار أول رئيس حكومة ولاية مثلي الجنس بشكل علن في أستراليا بعد أن أدى اليمين كرئيس وزراء مقاطعة العاصمة الأسترالية.[248]
  - سياسة الولايات المتحدة:
    - أصبحت مايتي أورونوز رودريغيز أول شخص مثلي أو مثلية الجنس بشكل علني يتم ترشيحه للحصول على مقعد في المحكمة العليا في بورتوريكو، وتم تأكيدها للمقعد في وقت لاحق من ذلك العام.[249][250]
    - أصبح دارين ب. غايليس أول رجل أمريكي من أصل أفريقي مثلي الجنس يتم تأكيده كقاض فيدرالي أمريكي.[251]
    - تم تأكيد جوديث إيلين ليفي من قبل مجلس الشيوخ باعتباره أول قاضٍ فدرالي مثلي بشكل علني في ولاية ميشيغان.[252]
    - تم انتخاب توني أتكينز كأول رئيسة مثلية الجنس بشكل علني لمجلس نواب كاليفورنيا. شغلت منصب القائم بأعمال حاكم الولاية لمدة يوم واحد بهذه الصفة.[253]
    - بثت مونيكا وهبي الإعلان الأول لحملة انتحابية لمنصب وطني أمريكي الذي يضم زوجين من نفس الجنس («بن ويست» و«بول روميل»).[254]
    - أعلن جيم فيرلو عن مثليته الجنسي ، وبذلك أصبح أول مشرع مثلي الجنس في مجلس الشيوخ في ولاية بنسلفانيا.[46]
    - أصبحت ماورا هيلي أول مدعٍ عام مثلي أو مثلية جنسيا يتم انتخابها في أمريكا، وقد تم انتخابها في ولاية ماساشوسيتس.[255][256]
    - أصبحت «أديتي هارديكار» أول امرأة ملونة تخدم في البيت الأبيض كمسؤولة اتصال دائمة مع مجتمع المثليين.[257] حلّت محل مونيك دورسينفيل الذي عمل كمسؤول اتصال مؤقت بعد استقالة «غوتام راغافان».[258]
    - تم انتخاب «جيبسي فيريد ميلتزر» إلى مجلس المدينة في آبلتون؛ على هذا النحو أصبح أول مسؤول منتخب متحول جنسيا بشكل صريح في ويسكونسن.[259]
- رفعت كوستاريكا علم فخر المثليين على قصرها الرئاسي؛ وقالت «أوترايت أكشن إنترناشيونال» إن المنظمة تعتقد أنها المرة الأولى التي تم رفع فيها علم فخر المثليين من مكاتب رئيس دولة في الأمريكتين.[260]
- تستقطب أول مسيرة فخر المثليين في قبرص عدة آلاف من المشاركين.[261]
- عقدت هونغ كونغ أول ندوة دولية حول حقوق المثليين.[262]
- أصبح «موريسيو رويز» أول عضو في القوات المسلحة التشيلية يعلن أنه عن كونه مثلي الجنس.[263]
- أصبحت كاليفورنيا أول ولاية في الولايات المتحدة تحظر رسميا استخدام ذعر متحولي الجنس وذعر مثليي الجنس كدفاع في قضايا القتل.[264]
- أصبح بنك «سي1 فاينانشال» الذي يتخذ من فلوريدا مقراً له أول بنك يتم ادراجه في البورصة في الولايات المتحدة ولديه رئيس تنفيذي مثلي الجنس بشكل علني («تريفور بورغيس») عندما أصبح سهمه متاحًا للتداول في أغسطس 2014.[265]
- أعلن تيم كوك، الرئيس التنفيذي لشركة أبل، كمثلي الجنس، ليصبح بذلك أول رئيس تنفيذي مثلي بشكل علني في قائمة «فورتشن 500».[266]
- أصبحت مجموعة من جماعة «أوتفاتس» أول منظمة تدافع عن حقوق المثليين في التاريخ يشارك في مسيرة عيد قدامى المحاربين في بوسطن.[267]
- أعلن مركز موارد مزدوجي الميول الجنسية، ومقره في بوسطن، ماساشوستس، مارس 2014 كأول شهر للتوعية الصحية لمزدوجي الميول الجنسية ، تحت عنوان "Bi the Way, Our Health Matters Too!" وشملت الحملة الأولى لوسائل الإعلام الاجتماعية لمعالجة التفاوتات في الصحة الجسدية والعقلية التي تواجه مجتمع مزدوجي الميول الجنسية.[268]
- أشادت الملكة اليزابيث الثانية ب«لندن ليزبيان أند غاي سويتشبورد» على ذكرى تأسيسهم ال40، مما يجعلها المرة الأولى التي يدعم فيها التاج الملكي بشكل علني مجتمع المثليين. وقد تلقوا تعليقا من الملكة يقول: «أطيب التمنيات والتهاني لجميع المعنيين في هذه الذكرى المهمة جدا».[269]

## 2015
- قوانين زواج المثليين :
  - تم التصويت عليها ودخلت حيز التنفيذ : أيرلندا، ولاية فلوريدا الأمريكية، الولايات المتحدة (على نطاق وطني فدرالي)،[270] ولاياتشيواو، وناياريت المكسيكية.
  - دخلت حيز التنفيذ : لوكسمبورغ.
  - تم التصويت عليها : فنلندا.
- قوانين الاتحاد المدني/الشراكة المسجلة :
  - تم التصويت عليها ودخلت حيز التنفيذ : تشيلي،[271] الإكوادور (توسيع قوانين سابقة) [272][273]
  - تم التصويت عليها : قبرص،[274] اليونان[275]
- قوانين تبني الأطفال من قبل الأزواج المثلية : نيوزيلندا، كولومبيا، والنمسا (دخل قرار المحكمة الدستورية النمساوية بإلغاء حظر حق التبني المشترك للمثليين حيذ التنفيذ في 1 يناير 2015).[276]
- تقنين وتشريع (إلغاء تجريم) المثلية الجنسية : موزمبيق.[277]
- سن قوانين مناهضة التمييز على أساس التوجه الجنسي والهوية الجندرية : مقاطعة ألبرتا الكندية.
- في السياسة:
  - فاز السياسي الكندي ويد ماكلاكلين بزعامة حزب الليبرالي لجزيرة الأمير إدوارد في 21 فبراير/شباط، وأدى اليمين رسميا ليصبح ثاني رئيس وزراء مقاطعة مثلي أو مثلية أو مزدوج الميول الجنسية أو متحول جنسي، وأول رئيس وزراء مثلي من الرجال في 23 فبراير. بعد ذلك فاز حزبه في انتخابات مجالس المحافظات في 4 أيار/ مايو، مما جعله أيضا أول عضو مثلي بشكل علني في الجمعية التشريعية في جزيرة الأمير إدوارد.
  - أصبح «مادو كينار» أول شخص متحول جنسيا في الهند ينتخب رئيسا للبلدية؛ انتخبت كرئيس المؤسسة البلدية في «رايغار».[278]
  - أعلن وزير الصحة ليو فرادكار الأيرلندي عن مثليته الجنسية، وبالتالي أصبح أول عضو حكومي مثلي الجنس بشكل علني في تاريخ ايرلندا.[279]
  - فاز كل من مايكل كونولي، ريكاردو ميراندا وإستيفانيا كورتيز فارغاس في انتخابات الجمعية التشريعية لألبرتا كأول ثلاثة تابعين لمجتمع المثليين بشكل علني يتم انتخابهم في المحافظة. وفي وقت لاحق، أعلن كورتيس- فارجاس على أنه يعرف نفسه بكونه جندركوير، وهو أول شخص يتبع المتحولين جنسيت يخدم في أي هيئة تشريعية في كندا.
  - تبنت نيبال أول دستور ديمقراطي لها، وهو الأول من نوعه في آسيا الذي يحمي بشكل خاص حقوق مجتمع المثليات والمثليين ومزدوجي الميول الجنسية والمتحولين جنسيا.[280]
  - انتُخبت «تمارا أدريان» في الجمعية الوطنية الفنزويلية، فأصبحت بذلك أول فنزويلية متحولة جنسي بشكل علني يتم انتخابها، وكذلك أول شخص متحول أو متحولة الجنس في النصف الغربي من الكرة الأرضية يقوم بذلك.[281]
  - سياسة الولايات المتحدة:
    - أصبحت «عائشة مودي-ميلز» الرئيسة الجديدة والرئيسة التنفيذية ل«فكتوري فاند»، مما جعلها أول امرأة، أول امرأة سوداء، أول مثلية، وأول مثلية سوداء تشغل منصب رئيسة لمنظمة وطنية للمثليين.[282][283]
    - عرض ممثل ولاية بنسلفانيا «مارك ب. كوهين» أول مشروع قانون يحمي حقوق المتحولين جنسيا في تاريخ بنسلفانيا.[284]
    - أصبحت كيت براون أول حاكم ولاية مزدوجة الميول الجنسية بشكل علني في الولايات المتحدة، وقد تم انتخابها كحاكم ولاية أوريغون.[285][286][287]
    - تم انتخاب «جاكي بيسكوبسكي» كأول عمدة مثلية الجنس في سولت ليك سيتي.[288]
    - فازت «نانسي فانريس» بمقعد في مجلس نواب تينيسي عن مدينة ناشفيل، وبذلك أصبحت أول مثلية بشكل علني يتم انتخابها إلى هيئة تشريعية في ولاية تينيسي.[136][289]
    - أصبح روبي موك أول مدير مثلي الجنس بشكل علني لحملة رئاسية كبيرة (حملة هيلاري كلينتون.)[290][291]
    - تم تعيين راندي بيري أول مبعوث خاص لحقوق الإنسان للمثليين.[292]
    - أصبح الرئيس باراك أوباما أول رئيس يستخدم كلمات «المثليات» و «مزدوجي الميول الجنسية» و «المتحولين جنسيا» في خطاب حالة الاتحاد.[293]
    - عيّن الرئيس أوباما رافي فريدمان-غورسبان كمدير للتواصل والتوظيف في مكتب شؤون الموظفين الرئاسي، مما جعلها أول متحولة الجنس تعمل داخل البيت الأبيض.[294]
- الفنون والثقافة:
  - تأسست في كمبوديا أول مجلة تهتم بمجتمع المثليين، وهي «كيوكمبوديا»[295]
  - تم عقد مسيرة فخر المثليين في جامايكا.[296]
  - انضمت زوي تور إلى «إنسايد إيديشون» كمراسلة خاصة خلال شهر فبراير، وبذلك أصبحت أول مراسل تلفزيوني متحول أو متحولة جنسيا بشكل علني على التلفزيون الوطني في أمريكا.[297][298]
  - أصبح توماس روبرتس أول مذيع أخبار المساء المثلي بشكل علني على شبكة التلفزيون عندما اذاع «أخبار الليل» على قناة ان بي سي ليوم واحد.[299]
  - أصبح لانس باس و«مايكل تورشين» أول زوجين من نفس الجنس يتبادلان النذور على تلفزيون الكبلي.[300]
  - أكد كاتب السيناريو «جايسون روتنبرغ» من برنامج المائة أن الشخصية الرئيسية في هذا البرنامج التلفزيوني، «كلارك غريفين» (التي لعبت دورها «إليزا تايلور») مزدوجة الميول الجنسية. هذا يجعلها أول شخصيات الرئيسية مزدوجة الميول الجنسية بشكل علني على شبكة سي دبليو.[301]
  - مسيرات عيد القديس باتريك: شاركت أول مجموعات للمثليين جنسياً («بوسطن برايد» و«أوتفيتس») في موكب عيد القديس باتريك في بوسطن.[302] أصبحت «أوت أت أن بي سي يونيفرسال»، وهي منظمة تضم موظفين مثليي أو مثليات الجنس في «أن بي سي يونفرسال»، أول مجموعة للمثليين تسير في موكب عيد القديس باتريك في مدينة نيويورك.[303] وأصبحت «دي سي سنتر فور ذي إل جي بي تي كوميونيتي» أول مجموعة للمثليين تسير في موكب عيد القديس باتريك في واشنطن العاصمة.[304][305]
  - صادق المجلس التنفيذي الوطني للكشافة على قرار أزال القيود الوطنية على القادة والعمال المثليين.[306] أصبح «باسكال تيسييه» أول بالغ مثلي الجنس في البلاد يتم تعيينه كقائد مخيم صيفي عندما تم تعيينه من قبل كشافة نيويورك في نيويورك.[307]
  - في شباط/فبراير 2015، أصدرت باتريشيا فالاسكيز مذكراتها «السير المستقيم»، ناقشت كفاحها وكيف نشأت في الفقر في فنزويلا، وكيف أدركت بسبب علاقتها مع ساندرا بيرنهارد أنها كانت مثلية.[308] هذا يجعلها أول عارضة أزياء لاتينية مثلية في العالم.[309]
  - أصبحت أندريا بيجيك أول عارضة متحولة الجنس بشكل صريح من إعداد مجلة «فوغ»، في عددها في مايو 2015.[310]
  - وقفت لافيرن كوكس (وغيرها) عاريات لقسم «العراة» السنوي، لتصبح أول ممثلة متحولة جنسيا بشكل علني تقوم بذلك.[311] كما أنها أصبحت أول شخص متحول أو متحولة الجنس بشكل علني له تمثال شمعي لنفسها في متحف «مدام توسو».[312] وفازت أيضًا بجائزة دايتايم إيمي أوارد في فئة خاصة متميزة، كمنتج تنفيذي لبرنامج «لافيرن كوكس بريسنتس ذي تي وورد» جعلتها هذه أول امرأة متحولة جنسياً تفوز ب«دايتايم إيمي أوارد» كمنتج تنفيذي. كذلك ، فإن برنامج «ذي تي وورد» هو أول فيلم وثائقي يتحدث عن التحول الجنسي يفوز ب«دايتايم إيمي أوارد»[313][314]
  - أصبحت كاتلن جينر أول امرأة متحولة جنسياً على غلاف مجلة «فانيتي فار»[315]
  - تم عرض منزل المرح، أول مسرحية غنائية من بطلة مثلية الجنس، في برودواي.[316][317]
  - تم تخصيص أول نصب أمريكي وافقت عليه الحكومة الفدرالية لتكريم قدامى المحاربين المثليين. يقع في «مقبرة أبراهام لينكولن الوطنية» في «إلوود»، في ولاية «إلينوي».[318]
  - في 29 مايو 2015، أعلنت لجنة المحافظة على معالم مدينة نيويورك أنها ستنظر رسمياً في تعيين نزل ستاونوول كمعلم تاريخي، وهو أول موقع في المدينة يتم النظر فيه بناءً على أهميته الثقافية لمجتمع المثليين وحدها.[319] في 23 يونيو 2015، وافقت لجنة الحفاظ على معالم مدينة نيويورك بالإجماع على تعيين «نزل ستاونوول» كمعلم بارز في المدينة، مما يجعله أول معلم يكرم لدوره في الكفاح من أجل حقوق المثليين.[320]
  - أصبحت رويال فوكسهول تافرن أول مبنى على الإطلاق في المملكة المتحدة يتم منحه وضع «قائمة» خاصة بناءً على تاريخه الخاص بمجتمع المثليين. حصلت على رتبة ثانية من قبل وزارة الثقافة والإعلام والرياضة في المملكة المتحدة.[321]
  - أنشأ الموقع الإلكتروني للنساء مزدوجات الميول الجنسية في المملكة المتحدة «بسكويت» 'القائمة الأرجوانية'. أول قائمة معروفة من نوعها، تسعى القائمة الأرجواني إلى التعرف على ثنائيي الجنس الذين ساهموا في مكافحة رهاب مزدوجي الميول الجنسية وزيادة الحضور لمزدوجي الميول الجنسية.[322][323]
  - أصبح جاكوب أندرسون مينشال أول كاتب متحول جنسيا بشكل علني يفوز ب"جائزة غولدي" من "جمعية التاج الذهبي الأدبية". وقد تشارك على جائزة أفضل كتاب غير خيالي مبدع مع ديان أندرسون مينشال عن "كويرلي بيلافود": قصة حب عبر الجنسين".[324]
  - أصبحت أودري ميدلتون أول متحولة جنسيا تشارك كضيفة في النسخة الأمريكية من برنامج بيغ براذر.[325]
  - أصبح سكوت تيرنر سكوفيلد أول ممثل متحول جنسيا بشكل علني يلعب دورًا رئيسيًا في التلفاز النهاري، وقد لعب دور شخصية نيك في برنامج ذا بولد أند ذا بيوتفل.[326][327] في نفس البرنامج، أصبحت شخصية «مايا أفانت» (التي تلعب دورها الممثلة «كارلا موسلي») أول عروس متحولة الجنس تزوجت على شاشات التلفزيون النهاري عندما تزوجت «ريك فورستر» (الذي يلعب دوره الممثل «جاكوب يونغ»).[328]
  - أصبح هاري نيف أول عارض متحول الجنس بشكل علني يوقع مع IMG.[329]
  - أصبح «أندرو غاي» أول مذيع متحول جنسيا في أستراليا، كمذيع ضيف في برنامج «المشروع».[330]
  - عقدت أول «جوائز إل جي بي تي آي الاسكتلندية».[331]
  - أصبح نيل باتريك هاريس أول رجل مثلي الجنس بشكل علني يستضيف جوائز الاوسكار.[332]
  - تم إطلاق أولى حملات الأوسكار لممثلين متحولين جنسيا بشكل علني مدعوم من قبل منتج أفلام للممثلتين «كيتانا كيكي رودريغيز» و «ميا تايلور» عن فيلم تانجرين.[333]
  - اختار مسلسل إيست إندرز «رايلي كارتر ميلينجتون» كأول شخصية متحولة بشكل علني في تاريخ المسلسلات الطويلة في المملكة المتحدة؛ لعب دور «كايل»، الرجل الذي تحول من انثى إلى ذكر، وهو الذي فعله «رايلي» في الحياة الحقيقية.[334] بعد وقت قصير، يختار مسلسل «هوليأوكس» الممثلة المتحولة جنسيا آني والاس.[335]
  - أصبحت إنغا بيل الرئيسة التنفيذية لشركة «لويدز» في لندن، ما جعلها أول امرأة وأول شخص مزدوج أو مزدوجة الميول الجنسي يصنف «رقم واحد» في قائمة أهم رجال الأعمال من مجتمع المثليين.[336]
  - فازت «لويزا لامرز بجائزة» «توب موديل في هولندا»، مما جعلها أول فائزة متحولة جنسياً في أي نسخة من نسخ برنامج «توب موديل».[337]
  - فازت ميا تايلور ب«جائزة غوثام للممثل الصاعد»، مما جعلها أول ممثلة متحولة جنسياً تفوز ب«جائزة غوثام».[338]
  - في مارس 2015، أصبحت الحاخامة «دينيس إيغير» أول رئيس مثلي علني «للمؤتمر المركزي للحاخامات الأمريكيين»، وهي أكبر وأقدم منظمة حاخامية في أمريكا الشمالية.[339][340]
  - أعلنت آبي ستاين عن كونها متحولة جنسيا وأصبحت بذلك أول امرأة متحولة جنسياً (وأول امرأة) يتم تكريسها من قبل مؤسسة أرثودوكسية، بعد أن حصلت على شهادة حاخامية في عام 2011 من «يشيفا فيزنيتز» في نيويورك.[341] ولكن كان هذا قبل أن تصبح متحولة بشكل علني، ولم تعد تعمل كحاخامة في عام 2016. وهي أيضا أول امرأة متحولة جنسياً ترعرعت في «مجتمع حسيدي»، وهي من السلالة المباشرة لمؤسس اليهوذية الحسيدية «بعل شيم طوف».[342]
- العلاقات الأسرية:
  - أصبحت أيرلندا أول بلد يشرع زواج المثليين عن طريق التصويت الشعبي.[343]
  - أصبح «توماس ساويكي» وحبيبه «شون بريير» أول زوجين مثليين يتم اختيارهما ليقوما بأول قبلة على عودة سفينة تابعة للبحرية الأمريكية.[344]
  - أصبح «ميخائيل إيفان غالاتينوف» و«مارك غودوين» أول زوجين يحصلان على حفل زواج من نفس الجنس في سجن في المملكة المتحدة بعد زواجهما من سجن «فول سوتون» في «شرق يوركشاير».[345]
  - أصبحت الأرجنتين أول دولة في أمريكا اللاتينية تعترف بشركاء من نفس الجنس وأحد الوالدين البيولوجيين في شهادة ميلاد الطفل؛ على وجه التحديد، سمحت لزوجتين مثليتين وأب ابنهما البيولوجي، الذي تبرع بالحيوانات المنوية للحمل، ليتم تضمينه في شهادة ميلاد الطفل. اسم الطفل هو «أنطونيو» وأمهاته هما 'سوزانا غيشال«و'فاليريا غايتي»_ ووالده هو «هرنان ملازي».[346]
  - عندما أعلن الرئيس أوباما أن شهر أيار/مايو سيكون شهر الرعاية الوطنية في عام 2015، أصبح أول رئيس يقول بوضوح إن الهوية الجندرية لا ينبغي أن تمنع أي شخص من تبني أو أن يصبح أبا أو أما كفيلاً.[347]
  - أصبح «شون ماسيفير» و«جيمس موتشيا» أول زوجين مثليين بشكل علني يتخرجان من أكاديمية الشرطة معاً عندما تخرجا من أكاديمية شرطة بوسطن.[348]
  - مررت منطقة «شيبويا» في طوكيو مرسومًا محليًا يمنح الأزواج من نفس الجنس الحق في الحصول على شهادات الشراكة؛ هذا يجعلها المكان الأول في اليابان - أو في أي مكان في شرق آسيا - تعترف بالشراكات من نفس الجنس.[325]
- المتحولون جنسيا:
  - في 12 فبراير 2015، ذكرت صحيفة "يو إس إيه توداي" أن قائد فورت ليفنوورث كتب في مذكرة 5 فبراير، "بعد النظر بعناية في التوصية بأن (العلاج الهرموني) مناسبل وضروري من الناحية الطبية، وبعد النظر في كل المخاطر المرتبطة بالأمن والسلامة المقدمة، أوافق على إضافة (علاج هرموني) إلى خطة علاج السجين (تشيلسي مانينغ). ووفقا للصحيفة، تبقى تشيلسي مانينغ جندية، وقرار إدارة العلاج بالهرمونات هو الأول للجيش الأمريكي.[349]
  - للمرة الأولى في الولاية، أمر قاض فدرالي «دائرة الإصلاحيات في كاليفورنيا» لمنح سجينة متحولة جنسياً («ميشيل-لايل نورسثورثي») إمكانية الوصول إلى جراحة تأكيد الجندر.[350]
  - تم عقد أول احتفال في البيت الأبيض للنساء ذوات البشرة الملونة المتحولات جنسيا في شهر تاريخ المرأة.[351]
  - أعلنت وزارة العدل الأمريكية أنها قدمت أول دعوى مدنية لصالح شخص متحول جنسيا («راشيل تيودور»)؛ وكانت الدعوى القضائية هي «الولايات المتحدة الأمريكية ضد جامعة جنوب شرق ولاية أوكلاهوما وجامعة ولاية أوكلاهوما»، وتم تقديمها في محكمة اتحادية في تلك الولاية.[352]
  - توجت «ماكا براون»، وتبلغ من العمر 18 عاما في مدرسة سولت لايك للفنون المسرحية، كأول ملكة موسيقية في ولاية يوتاه.[353]
  - «المدارس التي تمر بمرحلة انتقالية: دليل لدعم الطلاب المتحولين جنسياً في مدارس K-12»؛ هو المنشور الأول من نوعه لإدارات المدارس والمعلمين وأولياء الأمور حول كيفية توفير بيئة آمنة وداعمة لجميع الطلاب المتحولين جنسيا من رياض الأطفال وحتى الصف الثاني عشر.[354]
  - رفعت فيلادلفيا علم فخر المتحولين جنسيا فوق بلدية المدينة لأول مرة.[355]
  - بدأت مانابي باندوبادييالعمل، وهي أول مديرة جامعية متحولة الجنس في الهند. عملت مديرة «كلية كريشناغار للنساء» في منطقة ناديا.[356]
  - أصبحت جراحة «زرع القضيب الذكري» لرجل متحول جنسياً يتم مشاهدتها بالكاميرا لأول مرة على الإطلاق في الفيلم الوثائقي «فتيات إلى رجال» للقناة الرابعة البريطانية.[357]
  - تم عقد أول منتدى للكونغرس الأمريكي حول العنف ضد المتحولين جنسيا.[358]
  - افتتحت إدارة شؤون المحاربين القدامى الأمريكية أول عيادة للمتحولين جنسيا الذين خدموا في الجيش.[268]
  - أصبح «ايدان داولينغ» أول رجل متحول الجنس علنا على غلاف مجلة «هيلث مان»، كجزء من طبعة خاصة للمجلة.
- ثنائيو الجنس:
  - في أبريل 2015، أصبحت مالطا أول بلد في العالم يجرِّم التعقيم والجراحة القسرية على الأشخاص ثنائيي الجنس.[359][359][360]
- في الرياضة:
  - أصبح كريس موسير أول لاعب رياضي متحول جنسيا معروف ينضم إلى فريق وطني أمريكي يتناسب مع هويته الجندرية، بدلا من الجنس الذي تم إسناده له عند الولادة، عندما فاز بمكان في فريق الولايات المتحدة الأمريكية للرجال.[361]
  - أصبح «شون كونروي» أول لاعب البيسبول مثلي الجنس علنا يعلن عن مثليته الجنسية خلال مسيرته الرياضية.[362]
  - أصبح بنيامين توماس وات من نيوزيلندا أول قاضي ملاكمة محترف مثلي الجنس بشكل علني.[363]
  - أعلن ديفيد دينسون عن كونه مثلي الجنس، مما جعله أول لاعب دوري ثانوي منتسب إلى منظمة دوري البيسبول الرئيسي يقوم بذلك خلال مسيرته الرياضية.[364]
  - أصبح «كيغان هيرست» أول لاعب في دوري الرغبي البريطاني يعلن عن كونه مثلي الجنس.[365]
  - أصبح سام ستانلي، أول لاعب اتحاد الرغبي الإنجليزي يعلن عن كونه مثلي الجنس.[366]
  - أعلن «كريس بيرنز»، وهو مساعد مدرب في جامعة براينت، عن كونه مثلي الجنس، وبذلك أصبح أول مدرب مثلي الجنس في دوري كرة السلة للرجال من الدرجة الأولى.[367]
  - أصبحت برينا سينكليري أول شخص متحول جنسيا بشكل علني يغني النشيد الوطني في حدث رياضي محترف، وهو ما قامت به في لعبة البيسبول.[368]
- توفيت «أدريانا فويربريغن» في القتال؛ يُعتقد أنها أول جندي أميركي نشط، مثلي أو مثلية الجنس بشكل علني، عضوة في الخدمة النسائية تموت في القتال، وهي أول جندي أميركي من سلاح الجو مثلي أو مثلية الجنس بشكل علني يموت في القتال.[369]

## 2016
- قوانين زواج المثليين :
  - تم التصويت عليها ودخلت حيز التنفيذ : كولومبيا، ولايات ميتشواكان وخاليسكو وموروليس وكوليما وكامبيتشي المكسيكية، إقليم الحكم الذاتي جرينلاند التابع للدنمارك، وملحقة التاج البريطاني جزيرة مان، وأقاليم ماوراء البحار البريطانية جبل طارق المقاطعة البريطانية بالقارة القطبية الجنوبية.
  - تم التصويت عليها : إقليم الحكم الذاتي جزر فارو التابع للدنمارك، وجزيرة غيرنزي التابعة لملحق التاج البريطاني غيرنزي، وجزيرة أسينشين التابعة لإقليم ماوراء البحار البريطانية سانت هيلانة وأسينشين وتريستان دا كونا.
- قوانين الاتحاد المدني/الشراكة المسجلة :
  - تم التصويت عليها ودخلت حيز التنفيذ : إيطاليا
  - دخلت حيز التنفيذ : إستونيا.[370]
- قوانين تبني الأطفال من قبل الأزواج المثلية : البرتغال.[371]
- تقنين وتشريع (إلغاء تجريم) المثلية الجنسية :سشيل،[372] ناورو،[373] بليز.[374]
- سن قوانين مناهضة التمييز على أساس الهوية الجندرية والتعبير عنها : مقاطعات كيبيك وكولومبيا البريطانية الكندية.
- في الرياضة:
  - أعلنت أديداس في 11 فبراير 2016 عن بند حقوق المثليين في عقود الرياضيين.[375]
  - أصبحت «أميليا جابين» أول امرأة متحولة جنسياً تظهر على غلاف مجلة «رانينغ».[375]
  - تم اختيار كريس موسير كأول رياضي متحول جنسيا بشكل علني ليتم عرضه في «موضوع الجسد» من «مجلة إي أس بي ان».[376] كما ظهر في أول إعلان لـ«نايك» كرياضي متحول جنسيا بشكل علني.[377]
  - أصبحت كاتلين جينر أول شخص متحول جنسيا بشكل علني على غلاف مجلة «سبورتس إليسترايتد».[378]
  - أصبحت أماندا نونز أول بطلة مثلي أو مثلية الجنس ل"UFC".[379]
  - أعلن «هاريسون براون» من «الرابطة الوطنية لهوكي المرأة» عن كونه رجل متحول جنسيا، مما جعله أول رياضي متحول جنسيا في الألعاب الرياضية الأمريكية المحترفة.[380]
  - أصبحت ليا تي أول شخص متحول أو متحولة الجنس على الإطلاق يشارك في احتفالات افتتاح دورة الألعاب الأولمبية عندما قادت الفريق البرازيلي إلى الاستاد على دراجتها خلال دورة الألعاب الأولمبية في ريو 2016.[381][382]
  - فاز فريق الهوكي الميداني للنساء البريطانيات بالميداليات الذهبية في الألعاب الأولمبية. بما أن «كيت وهيلين ريتشاردسون-والش» كانتا على حد سواء في هذا الفريق، اصبحتا أول زوجين من نفس الجنس يفوزان بالميداليات الأولمبية.[383]
- في السياسة:
  - صرح رئيس إندونيسيا «جوكو ويدودو» بأنه سيدافع لحماية حقوق المثليين في إندونيسيا.[384]
  - أصبحت كاثرين زابوني أول وزيرة مثلية بشكل علني في أيرلندا.[385]
  - للمرة الأولى، ترشح اثنان من الرجال المثليين بشكل صريح إلى البرلمان في روسيا.[386]
  - أصبح رئيس الوزراء الأسترالي مالكولم تيرنبول أول رئيس وزراء أسترالي في المنصب يحضر سيدني ماردي جرا،[387] كما حضره أيضا زعيم المعارضة «بيل شورتن».[388]
  - أصبح الرئيس الآيسلندي جودني يوهانسون أول رئيس لأي بلد يشارك في مسيرة فخر المثليين عندما ألقى خطابا في مسيرة فخر المثليين في ريكيافيك في آيسلندا في 2016.
  - أصبح رئيس الوزراء الكندي جاستن ترودو أول رئيس وزراء كندي يسير في مسيرة فخر المثليين.[389]
  - أصبحت جيرالدين رومان أول امرأة متحولة جنسياً يتم انتخابهت للكونغرس في الفلبين.[390]
  - مجلس الأمن الدولي يدين الهجوم على نادي ليلي في أورلاندو الذي استهدف نادي ليلي للمثليين قتل فيه 49 شخصا أغلبيتهم الساحقة من المثليين والمهاجم. كان هذا البيان بمثابة المرة الأولى التي استخدم فيها مجلس الأمن الدولي لغة تعترف بالعنف الذي يستهدف مجتمع المثليين.[391]
  - في سياسة المملكة المتحدة:
    - أصبح كل من هانا بليثين، جيريمي مايلز، وآدم برايس أول أعضاء مثليي الجنس علنا في البرلمان الويلزي.[392]
    - كشفت وزيرة الحكومة البريطانية جاستين غريننغ أنها كانت على علاقة جنسية مثلية، لتصبح بذلك أول وزيرة مثلي أو مثلية أو مزدوجة الميول الجنسية في مجلس الوزراء.[393]
    - انتُخبت آنون موستون إلى «مجلس مدينة ولفرهامبتون»، مما جعلها أول امرأة متحولة جنسياً تنتخب كممثلة لحزب العمال.[394][395]
    - أصبح الأمير ويليام أول عضو من العائلة البريطانية المالكة يظهر على غلاف مجلة مثلية عندما ظهر على غلاف عدد يوليو من أتيديود. في قصة الغلاف، أصبح أيضًا أول ملكي بريطاني يدين علانية التنمر والمضايقات ضد مجتمع المثليين.[396]
    - أعلن اللورد إيفار مونتباتن عن كونه مثلي الجنس وكشف أنه كان على علاقة مع «جيمس كويل»، مدير خدمات في الطيران الذي التقى به بينما كان في منتجع للتزلج في «فيربير».[397][398] على الرغم من أنه ليس عضوًا في العائلة المالكة البريطانية، إلا أنه أول عضو في العائلة الممتدة يعلن عن كونه مثلي الجنس.[399]
    - أدى كارل أوستن-بيهان اليمين الدستورية كأول عمدة لورد مثلي الجنس.[400]
    - أصبحت نيكولا ستورجيون أول رئيسة وزراء بريطانية أو وزيرة أولى تقوم بإلقاء خطاب في أحد فعاليات مسيرة فخر المثليين عندما ظهرت في مسيرة فخر المثليين في غلاسكو في 2017. وتوجهت إلى الحشد متعهدة بمواصلة النضال من أجل المساواة والاحترام لمجتمع المثليين في جميع أنحاء المملكة المتحدة، واختتمت خطابها بجملة «الحب هو الحب».

  - سياسة الولايات المتحدة:
    - انتُخبت كيت براون كحاكمة لولاية أوريغون، وبذلك أصبحت أول شخص مزدوج أو مزدوجة الميول الجنسية يتم اختياره كحاكم لولاية في الولايات المتحدة (وبالفعل أول شخص علني من مجتمع المثليين ينتخب على هذا النحو).[401]
    - عين الرئيس «باراك أوباما» رافي فريدمان-غورسبان كمسؤولة اتصال رئيسي مع مجتمع المثليين في البيت الأبيض، مما جعلها أول شخص متحول الجنس في هذا الدور.[214]
    - أصبح مايت أورونوز رودريغز أول رئيس للمحكمة العليا لبورتوريكو مثلي الجنس بشكل علني، وبذلك، أول رئيس لأي محكمة عليا مثلي الجنس بشكل علني في تاريخ الولايات المتحدة.[402]
    - أصبح إريك فانينغ أول وزير مثلي الجنس لجيش الولايات المتحدة.[391]
    - أصبحت مقاطعة سانتا كلارا أول حكومة مقاطعة في الولايات المتحدة ترفع علم فخر المتحولين جنسيا.[403]
    - تم تأسيس «ترانس يونايتد فاند». وهي المجموعة الأولى من نوعها، وهي منظمة غير ربحية لقادة المتحولين جنسيا تركز على قضايا المتحولين جنسيا.[404]
    - أصبحت مسيتي بلاورايت أول مرشح أو مرشحة متحول جنسيا بشكل علني في الانتخابات التمهيدية الرئيسية في مجلس النواب الأمريكي.[405]
    - أصبحت ميستي سناو أول مرشح متحولة الجنس بشكل علني تفوز في الانتخابات التمهيدية الرئيسية لمجلس الشيوخ الأمريكي.
    - في مؤتمر الحزب الجمهوري، بيتر تيل أصبح أول شخص يعلن علنا في خطاب انه مثلي الجنس،[50] كما أصبحت راشيل هوف أول شخص مثلي أو مثلية الجنس علنا يجلس على لجنة منصة الحزب الجمهوري،[406] وكما أصبح دونالد ترامب أول مرشح جمهوري يذكر مجتمع المثليين في خطاب ترشيح الحزب الجمهوري، قائلا في خطاب القبول في المؤتمر الوطني الجمهوري لعام 2016 في 21 يوليو 2016: «كرئيس، سأفعل كل ما في وسعي لحماية مواطنينا من مجتمع المثليين من العنف واضطهاد الفكر الأجنبي البغيض».[407]
    - تحدتت سارة ماكبرايد في المؤتمر القومي للحزب الديمقراطي، لتصبح أول شخص متحول أو متحولة الجنس بشكل علني يتحدث في مؤتمر حزب رئيسي في التاريخ الأمريكي.[408][409][410][411]
    - كتبت هيلاري كلينتون مقالاً لمجلة «فيلادلفيا غاي نيوز»، كانت هذه هي المرة الأولى التي يكتب فيها مرشح رئاسي كبير للحزب مقالة رأي لصحيفة مثلية.[412]
    - أصبحت هيلاري كلينتون أول مرشح رئاسي من أي حزب كبير يسير في مسيرة فخر المثليين في مدينة نيويورك.[413]
    - جنبا إلى جنب مع «مارثا راداتز»، أندرسون كوبر أدار المناقشة الثانية لانتخابات الرئاسة بين هيلاري كلينتون ودونالد ترامب.[414] وهذا جعله أول شخص مثلي الجنس بشكل علني يدير مناقشة رئاسية.[415]
- الفنون والثقافة:
  - في 24 يونيو 2016، حدد الرئيس باراك أوباما رسمياً نصب ستونوول الوطني، مما جعله أول نصب تذكاري وطني للولايات المتحدة مخصص لموقع تاريخي للمثليين. تشتمل منطقة النصب التذكاري الوطني على حانة ستونوول، ومنتزه شارع كريستوفر، ونهج شارع كريستوفر المجاور للمتنزه.[416][417]
  - تم اختيار المنزل في 219 11th St. SE، الذي كان مقرا لتجمع الغضب كأول معلم تاريخي متعلق بمثليات الجنس في واشنطن العاصمة، عندما تم التصويت بالإجماع عليه في مخزون المواقع التاريخية للعاصمة.[418]
  - أصبح "Edificio Comunidad de Orgullo Gay" أول موقع تاريخي لاتيني للمثليين على السجل الوطني للأماكن التاريخية.[419]
  - أصبحت ميا تيلور أول شخص متحول أو متحولة جنسياً يفوز بجائزة الروح المستقلة. فازت بجائزة أفضل ممثلة دعم أنثى.[420]
  - أصبحت «إرين أوفلاهرتي» أول ملكة جمال ميسوري مثلية الجنس بشكل علني والتي جعلت أيضا أول مرشحة ملكة جمال أمريكا مثلية الجنس بشكل علني.[421]
  - من خلال مؤسستها، قدمت جنيفر بريتزكر تبرعًا بقيمة مليوني دولار لإنشاء أول كرسي أكاديمي في العالم لدراسات التحول الجنسي، في جامعة فيكتوريا في كولومبيا البريطانية. وقد تم اختيار آرون ديفور كرئيس افتتاحي.[422]
  - الأمم المتحدة صوتت لإنشاء أول منظمة لمراقبة تطبيق حقوق الإنسان المثليين.[423]
  - أعلن نور وارسامي عن مثليته الجنسية، وأصبح بذلك أول إمام مثلي الجنس في أستراليا.[424]
  - انتخبت الكنيسة الميثودية المتحدة أول أسقف مثلية الجنس، وهي «كارين أوليفيتو».[425]
  - أصبح نيكولاس شامبرلين أول أسقف في كنيسة انجلترا يعلن عن كونه مثلي الجنس، التي وقعت في أعقاب تهديدات إفصاح وفضح الميول المثلية من صحيفة لم يقع تسميتها. وقال إنه عاش مع شريكه في علاقة عاطفية من نفس الجنس، كما هو مطلوب في المبادئ التوجيهية للأساقفة، والتي بموجبها يجب على رجال الدين المثليين الامتناع عن ممارسة الجنس وعدم الزواج.[426][427][428][429]
  - قدم مسلسل الرسوم المتحركة، منزل لاود، الذي يتم عرضه على شاشة نيكلوديون أول زوجين متزوجين من نفس الجنس.[430]
  - قامت مجلة «هي» بطباعة عدد خاص إصدرتها في سبتمبر 2016، وكان هاري نيف في أحدها، وهي أول مرة تكون فيها امرأة متحوّلة جنسيًا على غلاف مجلة بريطانية تجارية كبرى.[378]
  - أصبحت كل من تريسي نورمان وجينا روسيرو أول عارضتين متحولتين جنسيا بشكل علن تظهران على غلاف طبعة من مجلة «هاربر بازار».[431]
- مزدوجو الجنس:
  - في يناير/كانون الثاني 2016، أمرت وزارة الصحة في شيلي بتعليق الجراحات القسرية غير الضرورية التي تهدف لجعل الأطفال ثنائيي الجنس طبيعيين وذوي جنس واحد، بما في ذلك الجراحة التي لا رجعة فيها، إلى أن يصلوا إلى عمر يمكنهم فيه اتخاذ القرارات بأنفسهم.[432][433]
- المتحولون جنسيا:
  - حصلت نيشا أيوب على جائزة المرأة الدولية الشجاعة في عام 2016، لتصبح أول امرأة متحولة جنسياً تتحصل على هذه الجائزة.[434]
  - أصبحت «إيدن كاتري» (19 عاما) أول امرأة متحوّلة جنسيا إسرائيلية يتم سجنها لرفضها الخدمة في الجيش.[435]
  - في 10 يونيو 2016، حكمت إحدى محاكم الدائرة في ولاية أوريغون بأن أحد المقيمين، جيمي شوب، يمكن أن يغير جنسه بشكل قانوني إلى «غير ثنائي الجندر». ويعتقد مركز القانون للمتحولين جنسيا أن هذا «أول حكم من نوعه في الولايات المتحدة».[436]
  - حدث انتصار قانوني مهم للأشخاص المتحولين جنسياً في أبريل/نيسان 2016، عندما حكمت محكمة استئناف الدائرة الرابعة في الولايات المتحدة لصالح تلميذ متحول جنسيا، غافين غريم، الذي كان أول حكم من محكمة الاستئناف الأمريكية يجد أن الطلاب المتحولين جنسياً يتمتعون بالحماية بموجب القوانين الفيدرالية التي تحظر التمييز القائم على الجنس. جاء الحكم على تحدي لسياسة مجلس مدرسة مقاطعة غلوستر في جعل الطلاب المتحولين جنسياً يستخدمون مراحيض بديلة لاتتناسب مع هويتهم الجندرية.[437]
  - أُعلن في 30 حزيران/يونيو 2016 أنه ابتداءً من ذلك التاريخ، لم يعد من الممكن إبراء ذمة أعضاء خدمة الولايات المتحدة المؤهلين، أو رفض إعادة تسميتهم، أو فصلهم قسرياً، أو حرمانهم من مواصلة الخدمة بسبب كونهم متحولين جنسياً.[438]
  - عقدت إسرائيل أول مسابقة ملكة جمال للمتحولين جنسيا، والتي سميت «ملكة جمال المتحولين جنسيا في إسرائيل»، وتم عقدها في نادي في تل أبيب.[439]
- العلاقات الأسرية:
  - أول قبلة احتفالية بين بحار وشريكه بعد عودته من الخدمة العسكرية في البحرية الكندية من قبل رجلين للمرة الأولى.[440]
  - عقد زوجان مجهولان أول زواج مثلي رمزي في قبرص، في حين عقد «ماريوس فريكسو» و«فانوس إلفثيرسياز» أول حفل زفاف مثلي عام رمزي في قبرص (كلا الزواجين رمزيان وغير قانونيين وغير معترف بهما).[441]
  - أصبح «توم سوان» و«غييرمو هرنانديز» أول زوجين مثليين يتزوجان في مركز احتجاز المهاجرين الاتحادي في الولايات المتحدة.[442]
  - تم الاحتفال بأول حفل زفاف مثلي يهودي في أمريكا اللاتينية في مدينة بوينس آيرس الأرجنتينية. كان حفل الزفاف بين «فيكتوريا اسكوبار» و«رومينا شارور»، وكان الحاخامة «كارينا فينكلشتاين» قد قامت بالإشراف عليه.[443]
  - في أول حكم من هذا القبيل في إيطاليا، فازت زوجتان مثليتان بالحق في تبني الأطفال البيولوجيين لبعضهما البعض قانونيا.[444]
  - أصبح «لوك كارين» و«زاك توملينسون» أول زوجين مثليين يتزوجان في جزيرة مان.[445]
  - شهدت المكسيك تظاهرات مؤيدة وأخرى معارضة لزواج المثليين.[446]
  - تجمّع 250,000 متظاهر مؤيد لواج المثليين أما القصر الرئاسي في تايبيه، تايوان،[447] وقد احتج قبل أقل من أسبوع، حوالي 80,000 ألف شخص ضد زواج المثليين في تايبيه، مع 90,000 آخرين ضده في جميع أنحاء البلاد.[448]
- تم عقد احتجاج نادر للمطالبة بحقوق المثليين في لبنان في 16 مايو 2016.

## 2017
- قوانين زواج المثليين :
  - تم التصويت عليها ودخلت حيز التنفيذ : ألمانيا، مالطا، أستراليا، ولايات تشياباس وباخا كاليفورنيا وبويبلا المكسيكية، وأقاليم ماوراء البحار البريطانية برمودا (تم إلغاءه بصفة وقتية ما بين 2 يونيو 2018 – 23 نوفمبر 2018)، وجزر فوكلاند وجزيرتي تريستان دا كونا وسانت هيلانه التابعتين لإقليم ماوراء البحار البريطانية سانت هيلانة وأسينشين وتريستان دا كونا.
  - دخلت حيز التنفيذ : فنلندا، إقليم الحكم الذاتي جزر فارو التابع للدنمارك، وجزيرة غيرنزي التابعة لملحق التاج البريطاني غيرنزي، وجزيرة أسينشين التابعة لإقليم ماوراء البحار البريطانية سانت هيلانة وأسينشين وتريستان دا كونا.
  - تم التصويت عليها : جزيرة آلدرني التابعة لملحق التاج البريطاني غيرنزي.
  - قرارات المحاكم العليا لتشريع زواج المثليين : النمسا (سيدخل حيز التنفيذ في 1 يناير 2019)، وتايوان (سيدخل حيز التنفيذ في 24 مايو 2019).
- سن قوانين مناهضة التمييز ضد مجتمع المثليين أو قوانين الحد من جرائم الكراهية
  - كندا : أقرت كندا مشروع قانون "C-16" الذي يحظر التمييز ضد الأشخاص المتحولين جنسيا ويعترف بالتحيز والتمييز ضد الأشخاص العابرين كأحد العوامل المشددة في الجريمة (جريمة الكراهية)؛ أيضا سنت ومررت كل من مقاطعة «نيو برونزويك»، وأقاليم «نونافوت» و«يوكون» القوانين التي تحظر التمييز ضد المتحولين جنسيا والسماح للناس لتغيير جنسهم القانوني دون جراحة، وهو مايعني أن المتحولين جنسيا أصبحوا محميين من التمييز في جميع المحافظات والأقاليم الكندية.[449]
  - الهند : قضت المحكمة العليا في الهند بأن حق الخصوصية محمي بشكل جوهري بموجب المادة 21 والجزء 3 من دستور الهند، ورفضت المنطق الكامن وراء حكم المحكمة العليا في عام 2013 في قضية «كوشال ضد مؤسسة ناز» لاحتقارها لحقوق المثليين بوصفها حقوق «ما يسمى ب» (أي اعتبارها حقوق غير موجودة أو غير مهمة) ولاحتقارها «مجتمع المثليات والمثليات والمثليين ومزدوجي الميل الجنسي والمتحولين جنسيا» بوصفهم «جزء صغير من سكان البلاد» في إعادتها للفصل 377 من قانون العقوبات الهندي. يحمي القرار الجديد الميول الجنسية باعتبار أن لها «قدسية» دستورية للخصوصية إلى جانب «الحفاظ على الحميمية الشخصية»، و «الحياة الأسرية، والزواج، والإنجاب، والمنزل» ، و «الحق في أن يُترك [الإنسان] وحيدا». يترك الحكم مجالًا لتحدي قانوني أقوى ضد القسم 377 الذي يجرم العلاقات الجنسية المثلية في الهند.
- الفنون والثقافة:
  - أصبح فيلم ضوء القمر أول فيلم متعلق بالمثليين والمثليات ومزدوجي الميول الجنسية والمتحولين جنسيا (LGBT) يفوز بجائزة أفضل فيلم في حفل توزيع جوائز الأوسكار.[450]
  - أصبح «مارشال بانغ» أول فنان في كوريا يبدأ مسيرته الموسيقية كفنان مثلي الجنس بشكل علني.[451]
  - عرض برنامج «كوير بريتش آرت شاو».[452]
  - غلاف عدد يناير/كانون الثاني 2017 من ناشيونال جيوغرافيك فيه فتاة متحولة جنسياً تبلغ من العمر 9 سنوات (أفيري جاكسون)؛ ويقا انها أول شخص متحول جنسيا عبشكل علني على غلاف مجلة «ناشيونال جيوغرافيك».[453]
  - أصبحت إلين هارت وهي مثلية الجنس،[454] أول كاتب أو كاتبة من مجتمع المثليين يُطلق عليه لقب «سيد كبير» من قبل رابطة«كتاب الغموض الأمريكيين».[455]
  - أصبح «جو مالدونادو» أول عضو متحول جنسياً بكل علني في الكشافة الأمريكية. تم رفضه من كشاف الشبل لكونه متحولًا جنسياً، ولكن تم تغيير هذه السياسة في عام 2017 بعد أن أصبحت قصته معروفة على المستوى الوطني.[456]
  - أصبحت غابرييل ترمبلاي أول ممثلة متحولة جنسياً تترشح ل«جائزة الشاشة الكندية»، كأفضل ممثلة مساعدة عن دورها في أولئك الذين يصنعون الثورة في منتصف الطريق فقط يحفرون مقابرهم الخاصة (Ceux qui font les révolutions à moitié n'ont fait que se creuser un tombeau).[457]
  - أصبحت العارضة البرازيلية «فالنتينا سامبايو» أول عارضة متحولة جنسيا بشكل علني على غلاف مجلة «فوغ» الفرنسية.[458][459]
  - أصبحت «مارتينا روبليدو» أول امرأة متحولة جنسياً تعمل كمقدمة جوائز في «جوائز الغرامي».[460]
  - أصبح «ام باركلاي» أول شخص غير ثنائي الجنس متحول جنسيا بشكل علني يتم تكليفه بمهمة شماس في الكنيسة الميثودية المتحدة.[461]
  - أعلن اليكس هاي عن كونه رجلا متحولا جنسيا، وبذلك أصبح أول جداف قوارب متحول جنسيا في البندقية.[462][463]
  - أصبح «ريان أتكين» أول مسؤول مثلي الجنس علنا في كرة القدم الإنجليزية.[464]
  - أعلنت مساعدة المدرب في فريق سان فرانسيسكو 49ers «كاتي ساورز» كمثلية الجنس، وبالتالي أصبحت أول مدرب من مجتمع المثليين بشكل علني في رابطة الكرة الأمريكية، وأول مدرب من مجتمع المثليين بشكل علني في جميع الرياضات الرجالية المحترفة في الولايات المتحدة.[465][466]
  - أصبح سكوت فرانتس، أول لاعب كرة قدم كلية مثلي الجنس بشكل علني يلعب في مباراة للرابطة الوطنية لرياضة الجامعات تقسيم الأول لشعبة كرة القدم الأمريكية.[467]
  - في آب/أغسطس 2017، حدث أول تجمع ديني في غرب أفريقيا يشمل ويقبل المثليين. شارك أكثر من 30 مشاركاً من السكان الأصليين لعشرة بلدان في غرب أفريقيا، بما فيه بنين ونيجيريا وغانا وسيراليون وليبيريا وغامبيا وبوركينا فاسو وكوت ديفوار ومالي وتوغو في حدث للتنوع بين الأديان استضافته شبكة التنوع بين الأديان في غرب أفريقيا تحت عنوان «بناء الجسور وتقاسم القصص وصنع الأمل» [468]
  - تصبح «موغا»، مصممة الأزياء النسائية المسلمة، أول مصمّمة أزياء في العالم تطلق حجابًا من قوس قزح.[469]
- في السياسة:
  - أصبح ليو فرادكار التاوسيتش (رئيس الوزراء) في أيرلندا وزعيم حزب فاين جايل، بعد فوزه ب51 صوتا من أصل 73 صوتا. هو أول تاوسيتش مثلي الجنس، وكذلك أصغرهم وأولهم من أصل نصف هندي.[470]
  - انتُخبت آنا برنابيتش كأول رئيسة وزراء مثلية الجنس بشكل علني (وكأول امرأة) لصربيا،[471] وكانت أول رئيس حكومة في دول البلقان تشارك مسيرة فخر المثليين، لما شاركت في مسيرة بلغراد.[472]
  - أعلن «جيس هربست»، رئيس بلدية نيو هوب، عن كونه متحول جنسيا وأصبح بذلك أول مسؤول منتخب متحول جنسيا بشكل علني في تاريخ تكساس.[473]
  - أصبحت اليابان أول دولة في العالم تنتخب رجلًا متحول جنسيا بشكل علني إلى منصب عام عندما تم انتخاب «تومويا هوسودا» مستشارًا لمدينة إيروما.[474][475]
  - تم تعيين كانديس جاكسون كأول نائب مساعد مثلي الجنس للعمليات الاستراتيجية والتوعية في مكتب الحقوق المدنية التابع لوزارة التعليم الأمريكية.[476]
  - تم انتخاب اثنين من المرشحين المثليين بشكل علني في مجلس نواب أنكوراج (كريستوفر كونستانت وفيليكس ريفيرا)، ليصبحا أول مسؤولين منتخبين من مجتمع المثليين في ألاسكا.[477][478]
  - أصبح أندي ستريت أول رئيس مثلي الجنس لمتروبوليتان بلدية في المملكة المتحدة.[479]
  - أصبح بول فينمان أول قاض مثلي علني في محكمة الاستئناف في نيويورك.[237]
  - انتخبت أليس غيديل كأول مثلية علنا (وكأول أنثى) رئيس مشارك لحزب البديل الألماني، كما انتخبت كعضو في البرلمان الاتحادي في ألمانيا.
  - انتخبت دانيكا روام كأول مشرع متحولة جنسيا في ولاية فرجينيا.
  - أصبحت أندريا جنكينز أول امرأة سوداء متحولة جنسياً تنتخب لمنصب عام في الولايات المتحدة عندما تم انتخابها لمجلس مدينة مينيابوليس.[480]
  - أصبح «تايلر تيتوس»، أول شخص متحول جنسيا ينتخب لمنصب عام في بنسلفانيا عندما تم انتخابه في مجلس مدرسة إيري.[481] أصبح هو وفيليب كانينغهام، اللذان انتخبا كعضوين في مجلس مدينة مينيابوليس في نفس الليلة، أول اثنين من الرجال المتحولين جنسيا بشكل علني يتم انتخابهما لمنصب عام في الولايات المتحدة.[482]
  - تم انتخاب أليسون إيكلي-فريمان كأول مشرع مثلي في أوكلاهوما.
  - أصبح مجلس المدينة في بالم سبرينغز في كاليفورنيا أول مجلس مدينة يتكون بشكل كامل من أعضاء من مجتمع المثليين في الولايات المتحدة، ويتألف من ثلاثة رجال مثليي الجنس، امرأة متحولة جنسيا وامرأة مزدوجة الميول الجنسية.[27]
- المتحول جنسيا:
  - أصبحت الدنمارك ابلد الثاني في العالم الذي يزيل الهويات المتحولة جنسياً من قائمته الخاصة باضطرابات الصحة العقلية.[483]
  - صوتت جمعية «الرابطة التوحيدية العالمية» لإنشاء صيغ شاملة للأشخاص غير ثنائي الجنس، وجندركوير، واللاجندري وثنائيي الجنس،- وذو روحين ومتعددي الجندر، بتستبدال عبارة «الرجل والمرأة» بعبارة «الأشخاص». من أصل ستة مصادر للتقاليد الحية، فإن المصدر الثاني للإيمان، كما هو موثق في اللوائح الداخلية للمذهب، يشمل الآن «كلمات وأفعال النبويين الذين يتحدوننا لمواجهة سلطات وهياكل الشر مع العدالة والرحمة، تحويل قوة الحب».[484]
  - أعلنت فيليبا يورك، «روبرت ميلار سابقا»، عن كونها متحولة جنسيا، وبذلك أصبحت أول راكب دراجات محترف سابق يفصح عن ذلك.[485]
  - أصبحت إيناس راو أول بلاي بوي بلاي ميت متحولة جنسيا.[486]
  - وافقت وكالة الصحة التابعة لوزارة الدفاع في الولايات المتحدة الأمريكية لأول مرة على دفع عملية جراحية لتغيير الجنس لجندي أمريكي في الخدمة العسكرية. وكان المنتفع، وهو جندي مشاة يعرف نفسه على كونه امرأة، قد بدأ بالفعل دورة علاج لإعادة تحديد الجنس. أُجري هذا الإجراء، الذي اعتبره الطبيب المعالج ضروريا طبيا، في 14 تشرين الثاني/نوفمبر في مستشفى خاص، لأن المستشفيات العسكرية الأمريكية تفتقر إلى الخبرة الجراحية اللازمة.[487]

## 2018
- قوانين زواج المثليين : 
  - تم التصويت عليها ودخلت حيز التنفيذ : ملحقة التاج البريطاني جيرزي
- دخلت حيز التنفيذ : جزيرة آلدرني التابعة لملحق التاج البريطاني غيرنزي.
- إلغاء زواج المثليين : إقليم ماوراء البحار البريطانية برمودا (بعد قرار المحكمة العليا).
- تقنين وتشريع (إلغاء تجريم) المثلية الجنسية :ترينيداد وتوباغو، الهند
- أصدرت رئيسة وزراء المملكة المتحدة، تيريزا ماي، اعتذارًا يعرب عن «الأسف العميق» لدور بريطانيا في فرض القوانين الاستعمارية التي تجرم الأشخاص المثليين عبر الكومنولث وإرث العنف والتمييز الذي لا يزال قائماً حتى اليوم. في وقت الاعتذار، لا تزال 36 من 53 دولة من دول الكومنولث لديها قوانين تجريم تعود إلى الحقبة الاستعمارية.[488][489]
- الثقافة والفنون:
  - في 9 يونيو، أقام ما يقرب من 30 إلى 40 باحثًا، يعرف 12 منهم على أفراد من مجتمع الميم، أول احتفال فخر المثليين في حانة في قاعدة ماك موردو في منطقة روس، مما يجعله أول احتفال بالفخر في القارة القطبية الجنوبية.[490][491][492]
  - تم تعيين ساندرا لوسون وأصبحت بذلك أول حاخام أنثى مثلية الجنس وسمراء البشرة في العالم.[493][494]
  - أصبح أدم ريبون أول رياضي مثلي الجنس في الولايات المتحدة يتأهل لدورة الألعاب الأولمبية الشتوية.[495] وفي ذلك العام فاز بميدالية برونزية أولمبية كجزء من حدث فريق التزلج، وبذلك أصبح أول رياضي أمريكي مثلي الجنس يفوز بميدالية في الألعاب الأولمبية الشتوية.[496][497]
  - أعلنت جيسيكا بلات، وهي بطلة من لاعبي هوكي النساء الكنديات، عن كونها امرأة متحولة جنسياً، مما جعلها أول امرأة متحولة جنسياً بشكل علني في الهوكي الأمريكي الشمالي.[498][499]
  - أصبح «دانييل هول» و«فيني فرانشينو» أول زوجين مثليين في الخدمة يتزوجان في الأكاديمية العسكرية الأمريكية ويست بوينت.[500]
  - تم ترشيح يانس فورد و«جوسلين بارنز» لجائزة الأوسكار لأفضل فيلم وثائقي عن فيلم «سترونغ أيلاند»، والذي أخرجه أيضًا.[501][502] بذلك، أصبح فورد أول شخص متحول الجنس يترشح لأي جائزة أوسكار، وأول مخرج متحول جنسيا بشكل علني يتم ترشيحه لأي جائزة أوسكار.[503]
  - أصبحت لافيرن كوكس أول شخص متحول جنسيا يظهر على غلاف أي من مجلات كوزموبوليتان (تحديدًا، إصدار كوزموبوليتان جنوب إفريقيا في 2018).[504]
  - أصبحت باريس ليس أول امرأة متحوّلة جنسياً تظهر في مجلة «فوغ» البريطانية .[505]
  - بدأ هولاند، أول مغني «بوب كوري» مثلي الجنس، مسيرته الفنية بنشر أغنية «نافرلاند»[451]
  - تم ترشيح دي ريز وفيرجيل ويليامز لجائزة الأوسكار لأفضل كتابة (سيناريو مقتبس) عن فيلم «مادباوند»، الأمر الذي جعل «ريس» أول امرأة سوداء من مجتمع الميم (هي مثلية الجنس) يتم ترشيحها لأي جائزة الأوسكار في فئة الكتابة.[506][507][508]
  - أصبحت راشيل موريسون أول امرأة تترشح لجائزة الأوسكار لأفضل تصوير سينمائي، وبالتالي، لأنها مثلية الجنس، وفهي أول امرأة وأول امرأة مثلية كذلك.[509][510]
  - أصبح الكندي إريك رادفورد أول رجل مثلي الجنس بشكل علني يفوز بميدالية ذهبية في دورة للألعاب الأولمبية الشتوية.[511]
  - تم تكريس «جون بوتيا ميراندا» من قبل القس المطران «خوان كاردونا» وأصبح أول قس مثلي الجنس علنا يتم تكريسه في الكنيسة الميثودية الكولومبية، وكذلك أول قس مثلي الجنس علنا في كل من أمريكا اللاتينية في الكنيسة الميثودية.[512]
  - تم إصدار فيلم مع حبي، سيمون كأول فيلم تم إصداره من قبل استوديو كبير يقوم بالتركيز على قصة رومانسية للمثليين المراهقين.[513][514]
  - أعلن تود هاريتي عن كونه مثلي الجنس، ليصبح بذلك أول لاعب مثلي الجنس من المحترفين في لعبة الإسكواش في العالم.[349][515]
  - تواجهت كل من راكيل بنينغتون وأماندا نونيز في 12 مايو 2018 في بطولة القتال النهائي 224 في المباراة النهائية لبطولة «بنتمانويت للنساء».[516] خسرت فيها «بنينغتون». كان هذا هو الحدث الأول في تاريخ البطولة الذي يتصدره اثنان من الرياضيين المثليين بشكل علني.[517]
  - استخدم الفاتيكان الاختصار مجتمع الميم "LGBT" في وثيقة رسمية لأول مرة.[518]
  - أصبحت كل من سو بيرد وميغان رابينو أول زوجتين مثليتين على غلاف العدد الخاص بالجسم لمجلة «إي إس بي إن».[519]
  - أصبح شارون أفيك أول جنرال كبير مثلي الجنس في الجيش الإسرائيلي.[520]
  - عينت شركة لاند أو لايك بيث فورد أول رئيسة تنفيذية لها، مما جعلها أول رئيسة تنفيذية من مجتمع الميم تدير شركة في قائمة «فورتشن 500».[521]
  - أعلن «برادلي كيم» من أكاديمية القوات الجوية عن كونه مثلي الجنس، وبالتالي أصبح أول لاعب كرة قدم أمريكية مثلي الجنس بشكل علني يلعب في أي أكاديمية عسكرية في الولايات المتحدة.[522]
  - أصبح مايك جاكوبس أول قاضٍ في المنصب في الولايات المتحدة يعلن عن كونه مزدوج التوجه الجنسي.[523]
  - تم توقيع مشروع قانون ليصبح نصب تذكاري لقدامى المحاربين المثليين في متنزه الصحراء التذكاري باعتباره نصبًا رسميًا للمحاربين القدامى المثليين في كاليفورنيا. وبهذا، أصبحت كاليفورنيا أول ولاية في الولاية المتحدة تعترف رسميًا بالمحاربين القدامى المثليين.[524]
  - أعلن تاد فوجيكاوا عن كونه مثلي الجنس على موقع إنستغرام، ليصبح أول لاعب غولف محترف يعلن عن كونه مثلي الجنس.[525]
  - حصل كل من يانس فورد وجوزلين بارنز على جائزة إيمي للاستحقاق الاستثنائي في صناعة الأفلام الوثائقية عن إنتاج فيلم «سترونغ أيلاند»، مما جعل فورد أول رجل متحول جنسيًا علنا وأول شخص متحول جنسيًا يفوز بجائزة إيمي، وكذلك أول مخرج سينمائي متحول جنسيا علنا يفوز بجائزة إيمي للفنون الإبداعية.[526][527][528]
  - تزوج اللورد إيفار ماونتباتن من شريكه المثلي، جيمس كويل، في 22 سبتمبر 2018،[529][530] ليصبح أول عضو في الأسرة الملكية البريطانية الممتدة يعقد زواج المثليين.[530][531][532]
  - أقيم أول حدث فخر لمزدوجي التوجه الجنسي على مستوى المدينة في مدينة ويست هوليود.[533]
  - أصبح باتريسيو مانويل أول رجل متحول جنسيًا علنا ملاكمة محترفا في الولايات المتحدة، وكونه ربح النزال، أصبح أول رجل متحول جنسيًا علنا يفوز في نزال للملاكمة المحترفة في الولايات المتحدة.[534]
  - أدى أعضاء فريق العمل حفلة التخرج يؤديها في مسيرة مايسي لعيد الشكر، وأنهو أدائها بأول قبلة مثلية في مسيرة مايسي لعيد الشكر.[535]
- في السياسة:
  - أصبحت جاكندا أرديرن أول رئيسة وزراء لنيوزيلندا تسير في مسيرة فخر المثليين.[536]
  - خلفت توني أتكينز «كيفين دي ليون» في منصب رئيس مجلس الشيوخ «للوقت الحالي». جعلتها هذه أول امرأة وأول شخص مثلي أو مثلية يقود مجلس شيوخ ولاية كاليفورنيا.[537][538]
  - أصبحت كريستين هالكويست أول مرشحة متحولة جنسيًا لمنصب الحاكم تترشح من قبل حزب سياسي كبير في الولايات المتحدة عندما تم ترشيحها لمنصب حاكم فيرمونت من قبل الديمقراطيين.[539]
  - أصبح مايك جاكوبس أول قاضٍ في المنصب في الولايات المتحدة يعلن عن كونه مزدوج التوجه الجنسي.[523]
  - أصبحت كيرستن سنيما أول شخص مزدوجة التوجه الجنسي علنياً يفوز بترشيح حزب كبير لخوض انتخابات مجلس الشيوخ الأمريكي.[540]
  - أصبحت كيرستن سنيما أول شخص مزدوجة التوجه الجنسي علنياً يفوز ينتخب لمجلس الشيوخ الأمريكي.[541]
  - أصبحت غراسا فونسيكا أول وزيرة حكومة مثلية الجنس علنا في البرتغال.[542]
  - أصبح كزافييه بيتيل أول رئيس وزراء مثلي الجنس في العالم يُعاد انتخابه لولاية ثانية.[543][544]
  - أصبح إتيان شنايدر أول نائب لرئيس الوزراء مثلي الجنس في العالم يُعاد انتخابه لولاية ثانية.
  - فاز جاريد بوليس في الانتخابات كحاكم لولاية كولورادو، ليصبح أول شخص مثلي الجنس يتم انتخابه علنا كحاكم ولاية أمريكية.[545] (ومع ذلك، فهو ليس أول شخص مثلي الجنس يشغل منصب حاكم الولاية؛ في 12 أغسطس 2004، أعلن جيم مكغريفي، الحاكم 52 لنيو جيرسي، مثلي الجنس بعد انتخابه، لكنه استقال خلال فترة ولايته. في عام 2016، تم انتخاب كيت براون، وهي امرأة مزدوجة التوجه الجنسي، كحاكمة ولاية أوريغون وأصبحت أول شخص من مجتمع الميم علنًا يتم انتخابها كحاكم في الولايات المتحدة.)[546][547]
  - تم انتخاب شاريس ديفيدس كأول شخص من مجتمع الميم من الأمريكيون الأصليون في الولايات المتحدة في الكونغرس الأمريكي، وأول عضو من مجتمع الميم علنا في وفد الكونغرس في كانساس، وأول شخص من مجتمع الميم علنا تمثل كانساس على المستوى الفدرالي.[548][549]
  - أصبحت أنجي كريغ أول أم مثلية الجنس علنا تُنتخب في الكونغرس الأمريكي، وأول شخص مثلي علنيًا ينتخب للكونغرس من ولاية مينيسوتا.[550][551]
  - تم انتخاب أحمد زهرة لعضوية مجلس مدينة فوليرتون، وبذلك أصبح أول عربي وأول مسلم مثلي الجنس يتم انتخابه لمنصب في الولايات المتحدة الأمريكية.[552][553]
  - أصبح كريس باباس أول شخص مثلي الجنس يمثل علنا الكونغرس عن ولاية نيو هامبشاير.[550]
  - تم انتخاب كاتي هيل كأول شخص مزدوجة التوجه الجنسي في كاليفورنيا، وأول امرأة مزدوجة التوجه الجنسي علنا يتم انتخابها كعضوة في الكونغرس عن كاليفورنيا.[554][555]
  - تم انتخاب ريكاردو لارا كمفوض للتأمين في كاليفورنيا، مما جعله أول شخص مثلي الجنس علنا ينتخب لمنصب على مستوى الولاية في تاريخ كاليفورنيا.[556]
  - أصبحت ميغان هانت، وهي مزدوجة التوجه الجنسي علنا،[557] أول شخص من مجتمع الميم علنا ينتخب لعضوية هيئة نبراسكا التشريعية في ولاية نبراسكا.[558]
- المتحولون جنسيا:
  - حققت أنجيلا بونسي التاريخ في 29 يونيو 2018، لتصبح أول امرأة متحوّلة جنسياً تتوّج بلقبملكة جمال إسبانيا.[559] وأصبحت أول امرأة متحولة جنسياً في مسابقة ملكة جمال الكون.
  - أصبحت لافيرن كوكس أول شخص متحول جنسيا يظهر على غلاف أي من مجلات كوزموبوليتان (تحديدًا، إصدار كوزموبوليتان جنوب إفريقيا في 2018).[504]
  - أصبحت باريس ليس أول امرأة متحوّلة جنسياً تظهر في مجلة «فوغ» البريطانية .[505]
  - ذكرت مجلة «هيلث ترانسجندر» أن امرأة متحولة جنسياً في الولايات المتحدة الأمريكية رضنت طفلها بالتبني. كانت هذه أول حالة معروفة لامرأة متحولة جنسياً تقوم بإرضاع طفل رضيع.[560][561]
  - أعلنت جيسيكا بلات، وهي بطلة من لاعبي هوكي النساء الكنديات، عن كونها امرأة متحولة جنسياً، مما جعلها أول امرأة متحولة جنسياً بشكل علني في الهوكي الأمريكي الشمالي.[498][499]
  - تم ترشيح يانس فورد و«جوسلين بارنز» لجائزة الأوسكار لأفضل فيلم وثائقي عن فيلم «سترونغ أيلاند»، والذي أخرجه أيضًا.[501][502] بذلك، كان فورد أول شخص متحول الجنس يترشح لأي جائزة أوسكار، وأول مخرج متحول جنسيا بشكل علني يتم ترشيحه لأي جائزة أوسكار.[503]
  - أصبحت دانييلا فيغا أول شخص متحول جنسيا في التاريخ يكون مقدمًا لجائزة في حفل توزيع جوائز الأوسكار.[562][563][564]
  - أصبحت مارفيا مليك أول مذيعة أخبار متحولة جنسيا تظهر على التلفزيون الباكستاني في عام 2018.[565][566][567]
  - حققت بيبرمنت أول ظهور لها في مسرح برودواي في المسرحية الموسيقي مستوحى من فرقة ذي غو-غوز (بالإنجليزية: The Go-Go's)‏ بعنوان هاد أوفر هيلز (بالإنجليزية: Head of Heels)‏. بدأ العرض في 23 يونيو 2018 وافتتح رسميًا في 26 يوليو. لعبت بيبرمنت دور بايثو، وبذلك أصبحت بيبرمنت أول امرأة متحولة جنسيا تلعب دورًا رئيسيًا في برودواي.[568]
  - أصبحت كريستين هالكويست أول مرشحة متحولة جنسيًا لمنصب الحاكم تترشح من قبل حزب سياسي كبير في الولايات المتحدة عندما تم ترشيحها لمنصب حاكم فيرمونت من قبل الديمقراطيين.[539]
  - حصل كل من يانس فورد وجوزلين بارنز على جائزة إيمي للاستحقاق الاستثنائي في صناعة الأفلام الوثائقية عن إنتاج فيلم «سترونغ أيلاند»، مما جعل فورد أول رجل متحول جنسيًا علنا وأول شخص متحول جنسيًا يفوز بجائزة إيمي، وكذلك أول مخرج سينمائي متحول جنسيا علنا يفوز بجائزة إيمي للفنون الإبداعية.[526][527][528]
  - أصبح باتريسيو مانويل أول رجل متحول جنسيًا علنا ملاكمة محترفا في الولايات المتحدة، وكونه ربح النزال، أصبح أول رجل متحول جنسيًا علنا يفوز في نزال للملاكمة المحترفة في الولايات المتحدة.[534]
  - حكمت محكمة في كولومبيا على جريمة قتل امرأة متحول جنسيًا بأنها جريمة قتل امرأة لأول مرة في عام 2018، وحكمت على دافنسون ستيفن إرازو سانشيز ب20 عامًا في مركز للأمراض النفسية بسبب «قتل النساء الشديد» بعد عام من مقتل أنيلا راموس كلاروس، وهي امرأة متحولة جنسياً.[569]

## 2019
- قوانين زواج المثليين : 
  - تم التصويت عليها ودخلت حيز التنفيذ :تايوان (الأولى في آسيا)
- دخلت حيز التنفيذ : النمسا؛ ولايات سان لويس بوتوسي وباخا كاليفورنيا سور وهيدالغو وواهاكا المكسيكية
- قرارات المحاكم العليا لتشريع زواج المثليين: الإكوادور؛ ولايات نويفو ليون وأواسكالينتس وهيدالغو وواهاكا المكسيكية
- قوانين الاتحاد المدني/الشراكة المسجلة:
  - دخلت حيز التنفيذ : سان مارينو
  - تم التصويت عليها : موناكو
  - أمر المحكمة لم ينفذ بعد ويخضع للاستئناف: جزر كايمان
- تقنين وتشريع (إلغاء تجريم) المثلية الجنسية :أنغولا،[570] بوتسوانا
- تجريم المثلية الجنسية :بروناي، الغابون[571]
- المساواة في السن القانونية للنشاط الجنسي : كندا[572]
- سن قوانين مناهضة التمييز ضد المثليين: سان مارينو (تعديل دستوري)
- السياسة:
  - السياسة الأمريكية:
    - أصبح بيت بوتجيج أول مرشح رئاسي ديمقراطي مثلي الجنس علنا في التاريخ الأميركي،[573] و الأول في مناظرة رئاسية أمريكية متلفزة.[574]
    - أصبح كل من الضابط برتبة نقيب بالجيش إليفيا ستيليك، الملازم البحري بليك دريمان، النقيبة في الجيش جنيفر بيس، الرقيبة في الجيش باتريشيا كينغ والضابط البحري من الدرجة الثالثة أكيرا وايت أول أعضاء متحولين جنسيا علنا في الجيش الأمريكي يقدمون شهادة علنا أمام الكونغرس.[575]
    - في 2 أبريل 2019، تم انتخاب لوري لايتفوت كرئيسة بلدية شيكاغو في ولاية إلينوي، ما جعلها أول رئيس بلدية من مجتمع الميم في تاريخ المدينة.[576]
    - تم انتخاب ساتيا رودس-كونواي كرئيسة بلدية ماديسون، مما جعلها أول رئيسة بلدية من مجتمع الميم في ولاية ويسكونسن.[577]
    - تم انتخاب جين كاستور كرئيسة بلدية تامبا، مما جعلها أول رئيسة بلدية من مجتمع الميم في ولاية فلوريدا.[578][579]
    - أعلن مفوض مقاطعة يوتا ناثان إيفي عن كونه مثلي الجنس، مما جعله أول صاحب منصب جمهوري مثلي الجنس علنا في تاريخ ولاية يوتا.[580]
    - أصبح دونالد ترامب أول رئيس جمهوري يعترف بشهر فخر المثليين، وهو ما فعله من خلال تويتر.[581]
    - رفع حكام نيويورك وميشيغان وويسكونسن وكولورادو وكاليفورنيا علم فخر المثليين في مكاتب كابيتول ولاياتهم أو مباني مكاتب الحكام لأول مرة خلال شهر فخر المثليين.[582][583][584][585][586][587]
    - تم انتخاب أنطونيو براون كأول نائب مزدوج التوجه الجنسي علنا في مجلس مدينة أتلانتا.[588]
    - تم انتخاب تايغا إشيكاوا لعضوية مجلس المستشارين الباباني في انتخابات مجلس المستشارين اليابانيين 2019، ليصبح أول رجل مثلي الجنس يتم انتخابه لأي من المجلسين في برلمان اليابان.[589]
    - الأمير هاري وميغان ماركل أصبحت أول أفراد العائلة البريطانية المالكة يحتفلون بشهر فخر المثليين.[590]

  - السياسة العالمية:
    - أنجبت ميليتسا دجوردجيتش، شريك رئيس الوزراء الصربي آنا برنابيتش، طفلاً؛ وبذلك تعتبر برنابيتش أول رئيس وزراء في علاقة مثلية ينجب شريكها أثناء وجوده في منصب رئيس الوزراء.[591]
    - تم انتخاب جيانماركو نيغري رئيس بلدية تروميلو، مما جعله أول رئيس بلدية متحول جنسيًا في إيطاليا.[592]
    - في يونيو 2019، أصبح رئيس النمسا ألكسندر فان دير بيلين أول رئيس دولة يتحدث في مسيرة يوروبرايد للفخر.[593][594]
    - في يونيو، أعلنت وزيرة التربية والتعليم والعلوم والبحوث إيريس راوسكالا عن كونها مثلية الجنس وأعلنت أنها متزوجة من امرأة، لتصبح بذلك أول وزيرة من مجتمع الميم علنا في حكومة النمسا.[595][596]
    - أصبح أمير أوحانا أول شخص مثلي الجنس يتم تعيينه كوزير في الحكومة الإسرائيلية.[597]
    - قام نيتزان هورويتز بالفوز على تمار زاندبرغ ليصبح زعيم حزب ميرتس، مما جعل حزب ميرتس أول حزب إسرائيلي ينتخب شخصًا مثليًا بشكل علني كزعيم له.[598][599]
    - في 17 آب/أغسطس 2019، في مقال افتتاحي لجريدة «أوتاوا سيتيزن»، أعلن جيم واتسون أنه قرر الخروج من الخزانة والإفصاح عن مثليته الجنسية، ليصبح أول رئيس بلدية مثلي الجنس في أوتاوا.[600]
- الفنون والثقافة:
  - أصبح بيرند مونكيبيشر أول قس كاثوليكي في ألمانيا يعلن عن كونه مثلي الجنس علنا دون مشاكل من قبل أسقف، في فبراير 2019.[601]
  - تم عرض فيلم كيف شعرت عندما رأيت تلك الفتاة؛ وأصبح أول فيلم هندي سائد يتحدث عن علاقة مثلية بين النساء.
  - ظهر أحد مديري فيلم المنتقمون: نهاية اللعبة جو روسو (الذي عرف ك«غوزي أغبو») في الفيلم كرجل حزين على الخسارة المفاجئة لأحد أفراد أسرته، وهي المرة الأولى التي يتم فيها تصوير شخصية مثلية بشكل علني في عالم.[602] 
  - قامت لوشيا لوكاس، التي تتخذ من ألمانيا مقراً لها، بأول ظهور لها في دور البطولة في الأوبرا دون جيوفاني في أوبرا تولسا، لتصبح أول شخص متحول جنسيًا يغني دورًا رائدًا في أوبرا في الولايات المتحدة.[603]
  - لأول مرة روكيتمان. جعل الفيلم باراماونت بيكتشرز أول استوديو هوليوود الرئيسي الذي يعرض الجنس المثلي بين الرجال على الشاشة.[604]
  - أصبح «دانييل أتوود» أول شخص أرثوذكسي مثلي الجنس يتم تكريسه كحاخام؛ تم تعيينه من قبل الحاخام دانيال لاندز، في القدس.[605][606]
  - تم عرض أول فيلم وثائقي يركز على مثليات الجنس في نيجيريا؛ بعنوان «تحت قوس قزح»، ويركز إلى حد كبير على حياة باميلا أدي، وهي امرأة مثلية نيجيرية.[607]
  - لعبت لينا بلوم في أول فيلم روائي طويل بعنوان هيئة المسناء في مهرجان كان السينمائي، وهي المرة الأولى التي تلعب فيها امرأة متحولة جنسية من أقلية عرقية دور البطولة في فيلم في تاريخ المهرجان.[608]
  - وقعت جانيت موك صفقة لمدة ثلاث سنوات مع نتفليكس تمنحهم حقوقًا حصرية لمسلسلها التلفزيوني ومشاريع الأفلام الطويلة؛ هذا جعلها أول امرأة متحولة جنسيا ملونة من أقلية عرقية علنا تقوم بتأمين صفقة مع شركة كبرى.[609][610]
  - عقدت شمال مقدونيا أول مسيرة فخر المثليين في العاصمة سكوبيي.[611]
  - عقدت شمال مقدونيا أول مسيرة فخر المثليين في العاصمة سراييفو.[612]
  - في سلسلة الرسوم المتحركة ماي ليتل بوني: فرندشيب إز ماجيك على قناة ديسكافوري فاميلي، تم لأول مرة عرض زوجتين مثليتين . حدث هذا في حلقة «الحملة الأخيرة»، كانت الزوجتان المثليتان، العمة هوليداي والعمة لوفتي.[613]
  - بعد أداء حفلة التخرج في مسرح لونغاكري في برودواي، حدث أول حفل زفاف مثلي على خشبة المسرح في برودواي؛ وكان بين امرأتين، وبعتبر أول حفل زفاف مثلي على خشبة المسرح في برودواي.[535]
  - عرضت يونيفزيون على قناة النجوم أول تيلينوفيلا في فترة الذروة بقيادة مثليي الجنس ، بعنوان القلب لا يخطأ أبدا.[614]
  - عرض برنامج أغاني الثناء الديني على قناة بي بي سي الأولى أول حفل زواج مثلي، والذي كان حفل زفاف جيمي والاس وإيان ماكدول في كنيسة روثرغلين المتحدة الإصلاحية في غلاسكو.[615]
  - عرض برنامج العازب في الجنة الرومانسية أول حلقة حول الحب بين شخصين مثليين.[616]
  - أعلن مغني الراب ليل ناز إكس عن كونه مثلي الجنس، مما جعله أول فنان يقوم بذلك بينما لديه أغنية في المرتبة الأولى.[617][618] أصبح لاحقًا أول مغني مثلي الجنس يتم ترشيحه في حفل توزيع جوائز موسيقى كانتري.[619]
  - أعلن ألبرت نابونيبو عن كونه مثلي الجنس، مما جعله أول مطرب إنجيلي مثلي علنا في رواندا.[620]
  - تم ترشيح بيلي بورتر للحصول على جائزة إيمي لأفضل ممثل رئيسي في مسلسل درامي عن مسلسل بوز، ليصبح بذلك أول رجل أسود مثلي الجنس علنا يترشح ويفوز في أي فئة في إيمي أوقات الذروة.
  - تم عرض البرنامج الحواري الساهر «ليتل ليت مع لايلي سينغ» في 16 سبتمبر 2019 ؛ على هذا النحو ، أصبح لايلي سينغ أول مضيف برنامج حواري ساهر مزدوج التوجه الجنسي.[621][622]
  - أصبحت سو زين هيت أول امرأة مثلية الجنس علنا تنافس في مسابقة ملكة جمال الكون. شاركت باتريثيا يرينا رودريغيز من إسبانيا في مسابقة ملكة جمال الكون عام 2013، لكنها لم تعلن عن مثليتها الجنسية إلا بعد المنافسة.[623][624][625][626]
- المتحولون جنسيا:
  - أصبحت ميغان ستابلر أول عضوة متحول جنسيًا في مجلس الإدارة القومي لتنظيم الأسرة.
  - أصبحت إنديا مور أول شخص متحولة جنسيًا علنا يتم عرضها على غلاف النسخة الأمريكية من مجلة إل.[627]
  - أصبح زاك باراك أول ممثل متحول جنسيًا في عالم مارفل السينمائي، عندما لعب دور زميل بيتر باركر في سبايدرمان: بعيدا عن الوطن.[628]
  - كانت لافيرن كوكس واحدة من خمس عشرة امرأة اختارتهم المحررة الضيفة ميغان، دوقة ساسيكس لتظهر على غلاف عدد سبتمبر من عام 2019 من النسخة البريطانية لمجلة فوغ؛ جعل هذا كوكس أول امرأة متحولة جنسياً إلى الظهور على غلاف مجلة فوغ البريطانية.[629][630][631]
  - تم التعاقد مع فالنتينا سامبايو من قبل شركة فيكتوريا سيكريت كأول عارضة متحولة جنسيا علنا للشركة في أغسطس 2019.[632]
  - أصبحت إم جي رودريغيز أول امرأة متحولة جنسياً علنا تفوز بجائزة أفضل ممثلة في حفل توزيع جوائز إيماجن.[633]
  - أصبحت تيدي كوينليفان أول عارضة متحولة جنسياً علنا يتم تعيينها من قبل شانيل.[634]
  - أصبحت أنجليكا روس أول شخص متحولة جنسيًا علنا تستضيف مناظرة رئاسية أمريكية.[635]
  - أطلقت شركة ماتيل أول خط في العالم من الدمى المحايدة جندريا، والتي تم تسويقها على أنها عالم قابل للإبداع.[636]
  - عقدت مسيرة فخر المتحولين جنسيا الأولى في لندن.[637]
- في الرياضة:
  - أصبحت ميغان رابويني أول امرأة مثلية الجنس علنا في عرض الملابس الصيفية سبورتس اليستريتد السنوي.
  - أصبح أندي برينان أول لاعب كرة قدم أسترالي يعلن عن كونه مثلي الجنس.[638]
  - أصبحت دوتي تشاند أول رياضية هندية تعلن علنا أنها في علاقة مثلية.[639]
  - أصبحت نيل روز أول امرأة متحولة جنسياً علنا توقع مع حملة ترويج مصارعة أمريكية كبرى عندما وقعت مع آول إليت ريسلينغ.[640][641][642][643][644]
  - أصبحت أليسون فان يوتفانخ وغريت مينين، من بلجيكا، أول زوجتين مثليتين تشتركان في منافسة الزوجي لبطولة التنس في ويمبلدون.[645]
  - أصبحت جون إيستوود أول رياضية متحولة جنسيا علنا تنافس في دوري الدرجة الأولى للرابطة الوطنية لرياضة الجامعات في البلاد. شاركت في فريق نسائي بجامعة مونتانا.[646]
- في 23 أغسطس 2019، قدمت صحيفة نيويورك تايمز شكوى ضد آن ماكلاين من خلال لجنة التجارة الفيدرالية متهمة إياها بالوصول غير القانوني إلى المعلومات المالية أثناء الإقامة في محطة الفضاء الدولية. هذا الاتهام «قام بالإعلان عن الميول المثلية» دون رغبة ماكلين بصفتها امرأة من مجتمع الميم، مما يجعلها أول رائدة فضاء من مجتمع الميم من ناسا.[647][648][649][650]